# Biserica fortificată din Hălmeag

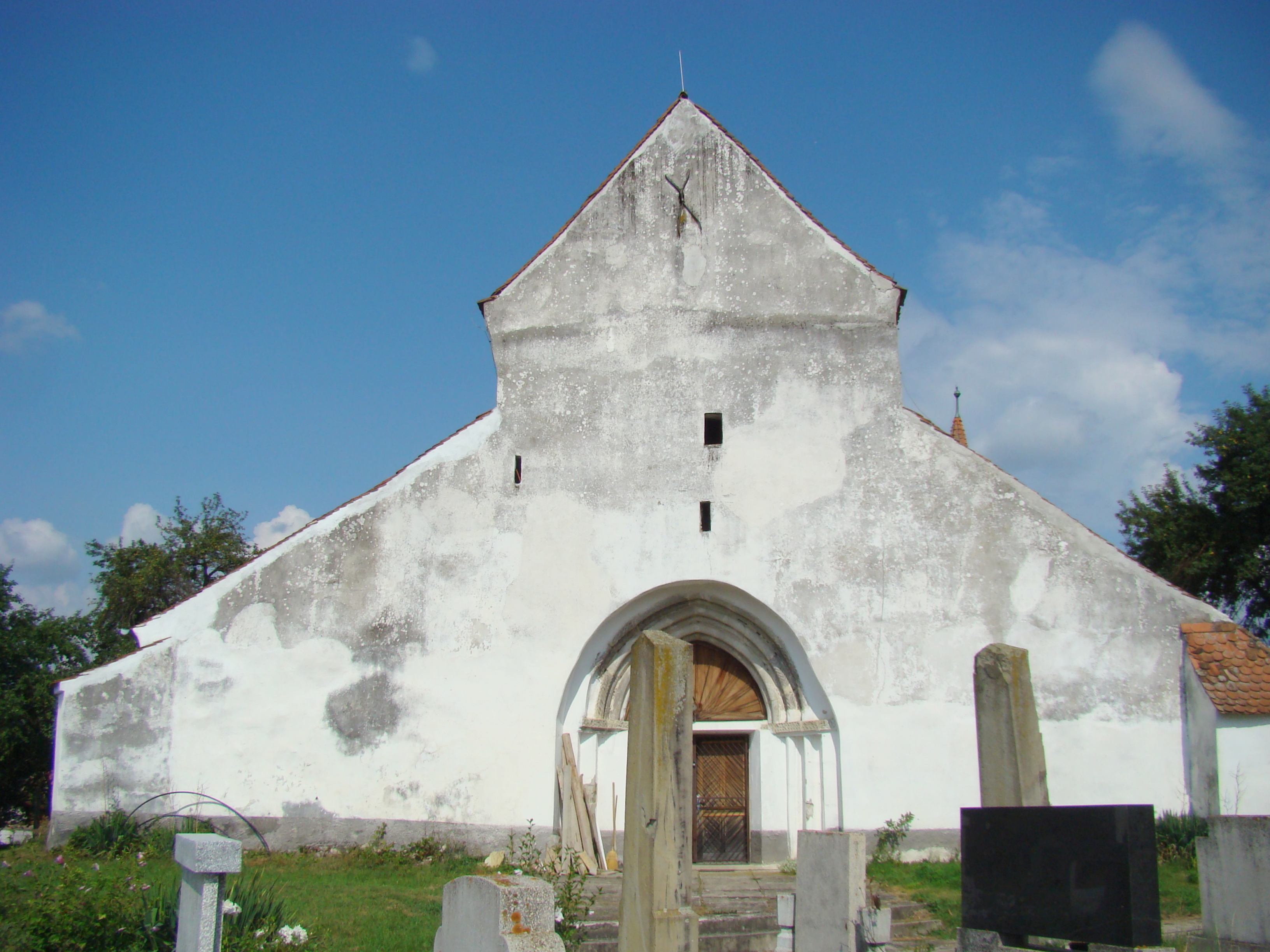
Biserica evanghelică maghiară din Hălmeag, foto: iulie 2019.

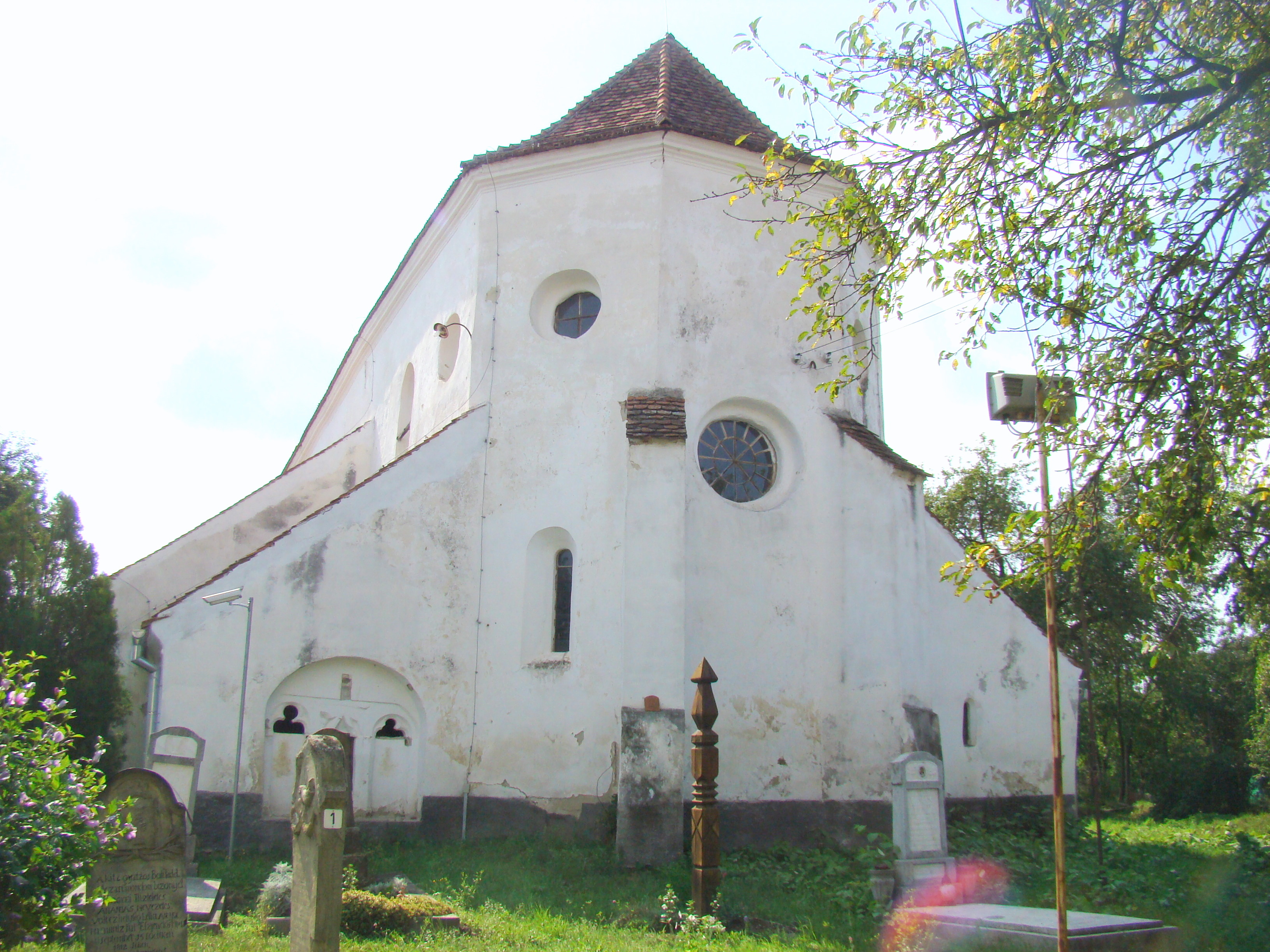
Corul are închidere poligonală şi este sprijinit de contraforturi puternice

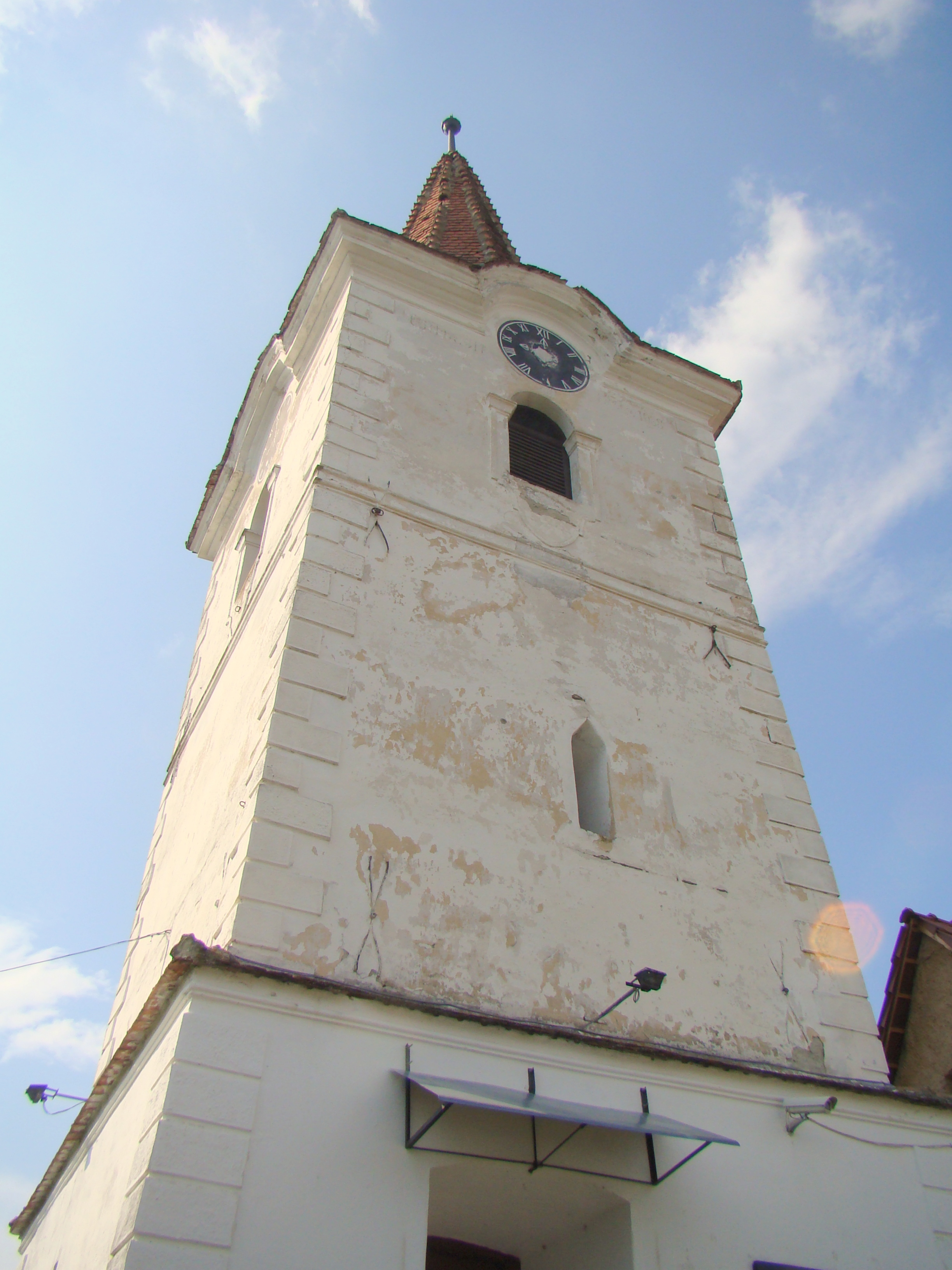
Turnul-clopotniță

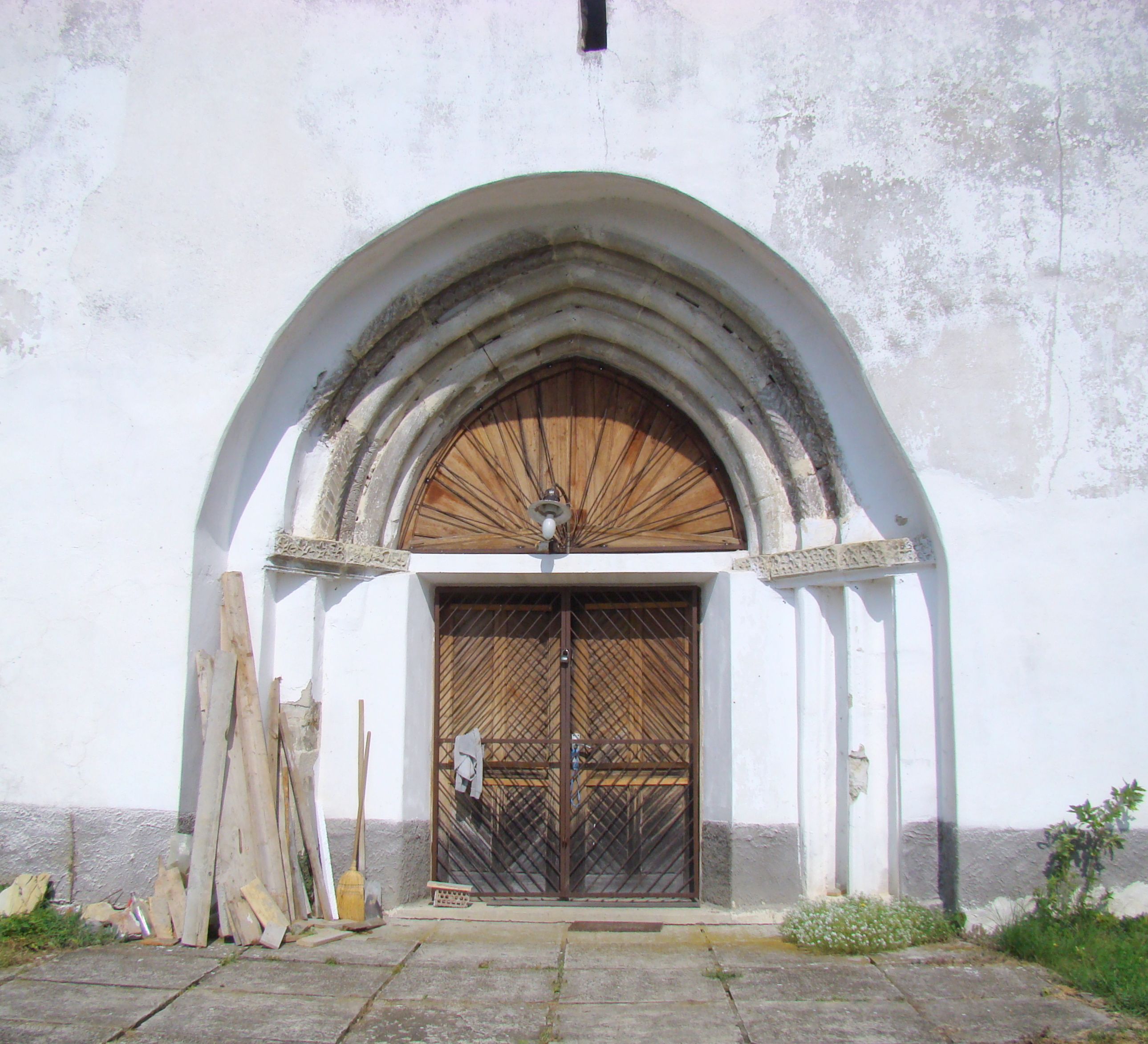
Portalul impunător al laturii de vest

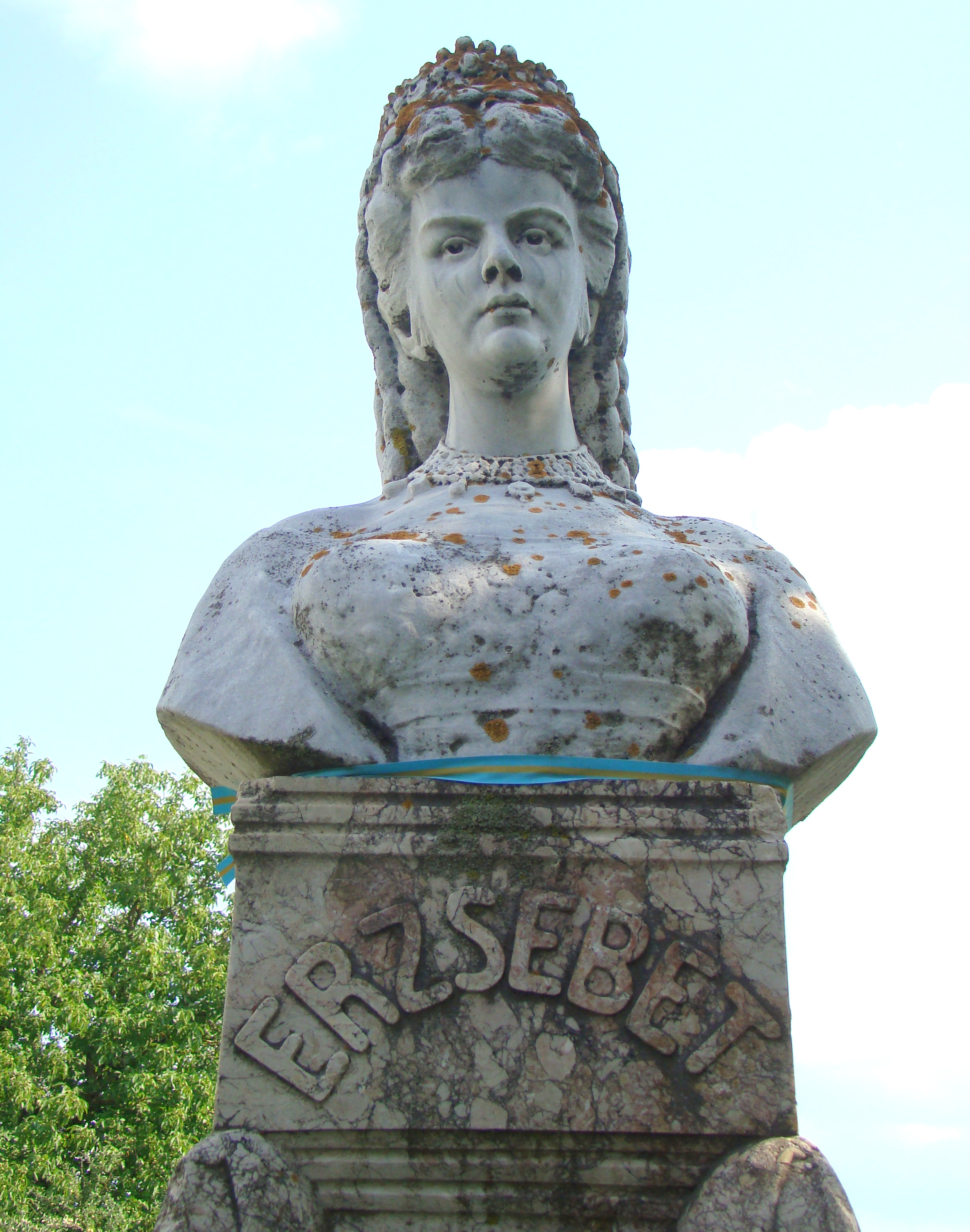
Bustul lui Sisi, împărăteasa Austriei, lucrarea sculptorului Hargitai Nandor.

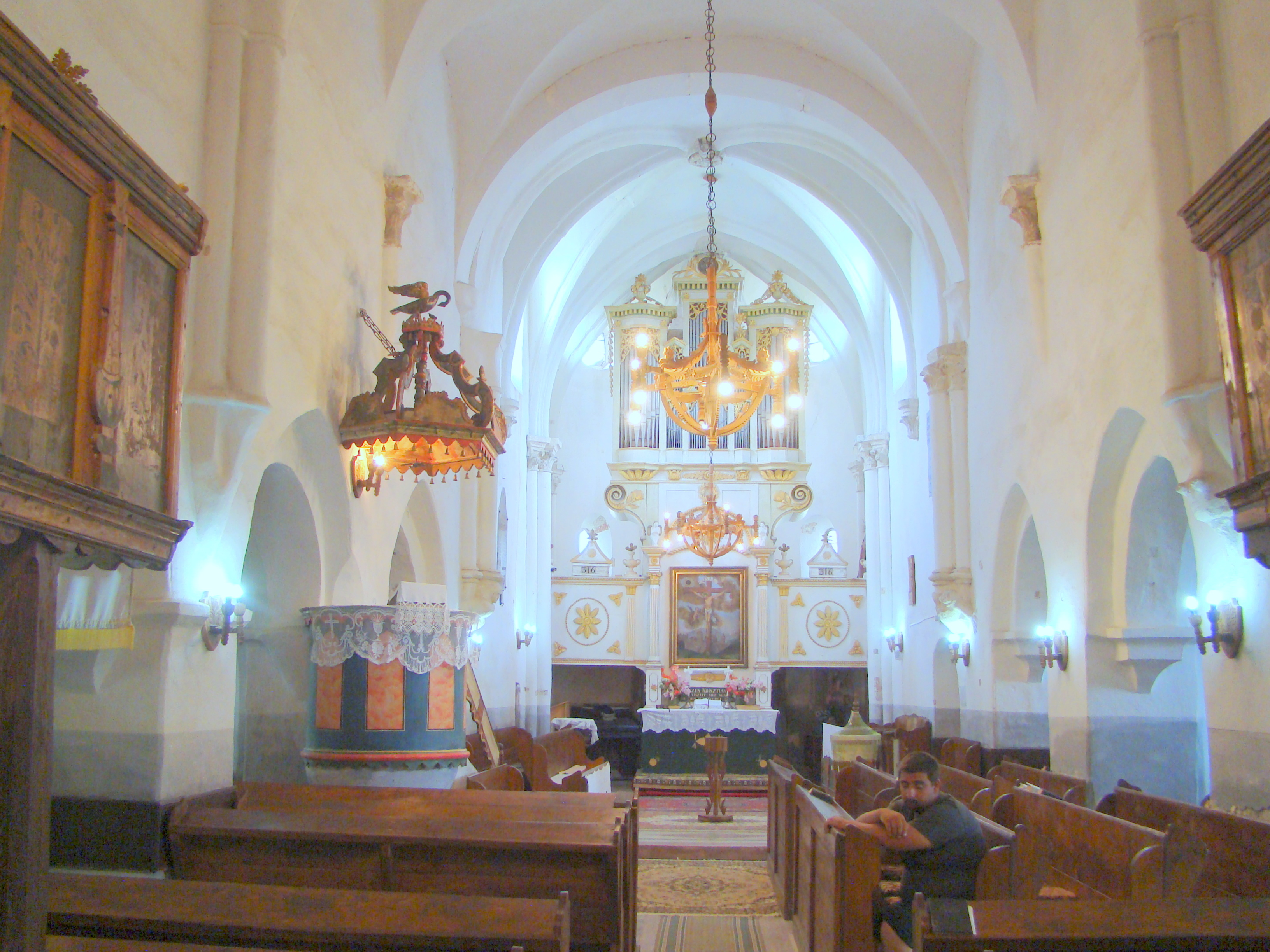
Interiorul navei spre altar

Biserica fortificată din Hălmeag, comuna Șercaia, județul Brașov, a fost construită în secolul al XII-lea (1160-1190) pe ruinele unei bazilici romanice de dimensiuni modeste, distrusă de mongoli. Hramul bisericii medievale a fost Sfânta Cruce.  Ansamblul arhitectonic format din biserică, turn-clopotniță și fragmente ale zidului de incintă este monument istoric, cod LMI BV-II-a-A-11713.

## Localitatea
Hălmeag (în dialectul săsesc Halmajen, în germană Halmagen, în maghiară Halmágy) este un sat în comuna Șercaia din județul Brașov, Transilvania, România. Primul document care atestă existența satului Hălmeag îl constituie scrisoarea din anul 1211 a regelui Andrei al II-lea al Ungariei adresată Ordinului Cavalerilor Teutoni, conform căreia le este concesionată Țara Bârsei. În acest act, localitatea apare sub numele de „Castrum Almagen", ceea ce dovedește importanța sa militară și strategică. 

## Biserica
Biserica a fost construită în a doua jumătate a secolului al XII-lea, care ilustrează faza de trecere de la romanic la gotic, sub influența cisterciană. Portalul vestic este cel mai bine păstrat, iar în sculptura consolelor și a cheilor de boltă se întâlnesc elemente figurative. Este a doua ca vechime din Transilvania, după biserica fostei mănăstiri cisterciene din Cârța. Biserica, cu trei nave, a fost restaurată în anul 1979. Biserica a fost atestată în 1211 și există un document de donație către comunitatea din Hălmeag de la acea vreme. Până în 1542, biserica a fost romano-catolică, an în care Johannes Honterus a dat un edict de adoptare a Reformei Protestante. 
Planul edificiului de cult este alcătuit din trei nave, una centrală și două laterale. Biserica are patru intrări: două in partea sudică, una pe latura nordică și alta pe cea vestică. Intrarea principală era cea din vest, accentuată de un portal impozant format din arce frânte executate din piatră. Tot pe fațada de vest a existat un turn care a fost demolat, probabil în urma unui incendiu. 
Altarul este situat la răsărit. Tabloul altarului, înfățisând Răstignirea lui Isus, a fost pictat în 1843. Prima orgă s-a construit în anul 1777, cea actuală datând din 1816, fiind opera unui meșter din Prejmer.
Un alt obiect de cult valoros este cristelnița, cioplită dintr-un singur trunchi, datată din secolul al XVI-lea. Băncile din navele laterale, fără spetează, întregesc și ele cadrul medieval.
Biserica este înconjurată de un cimitir cu alei, arbuști ornamentali, copaci și pomi fructiferi. Incinta de piatră a cimitirului are înălțimea de 4 m și datează din secolul al XVIII-lea.

## Vezi și
- Hălmeag, Brașov

## Imagini din exterior

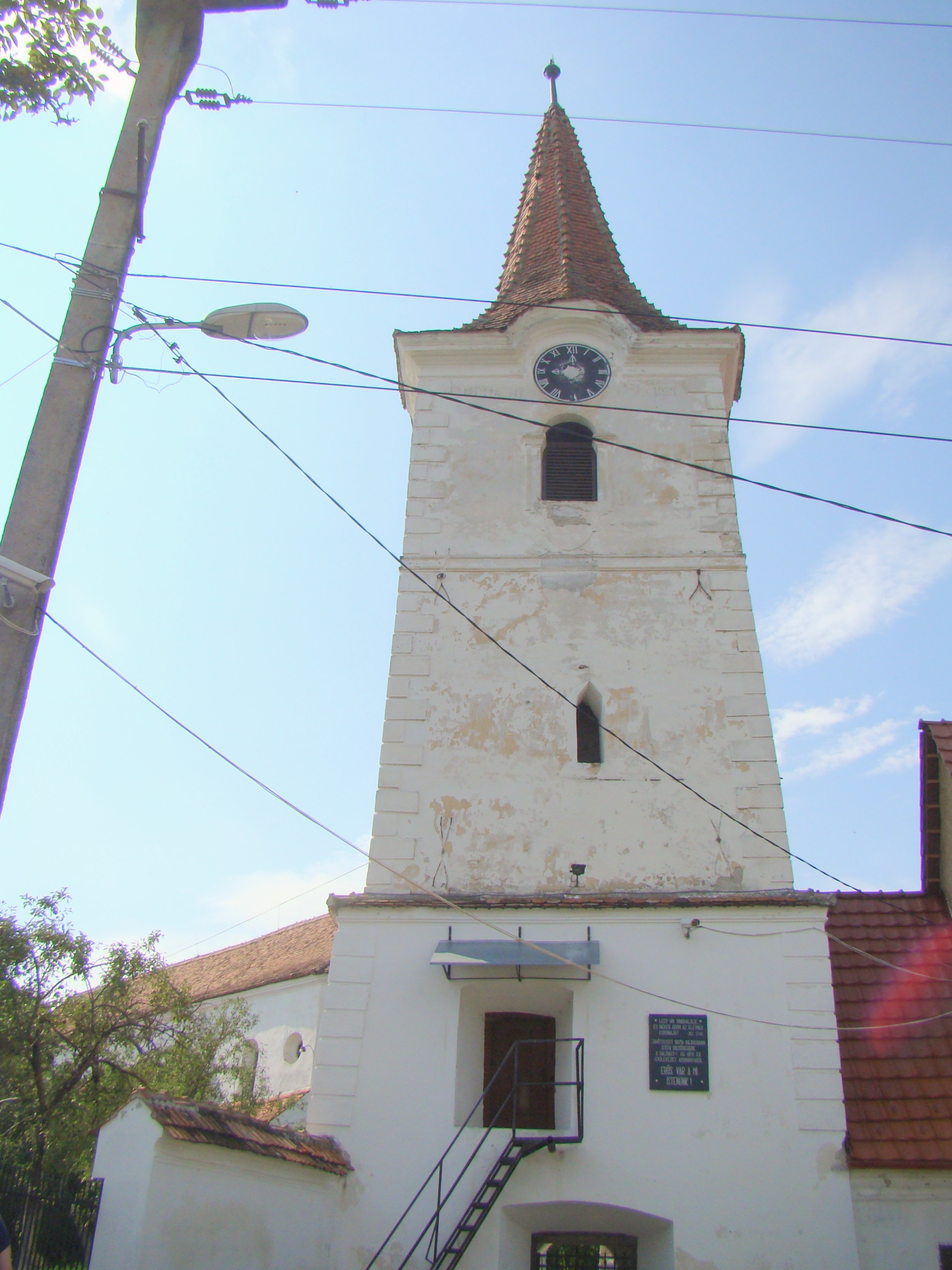
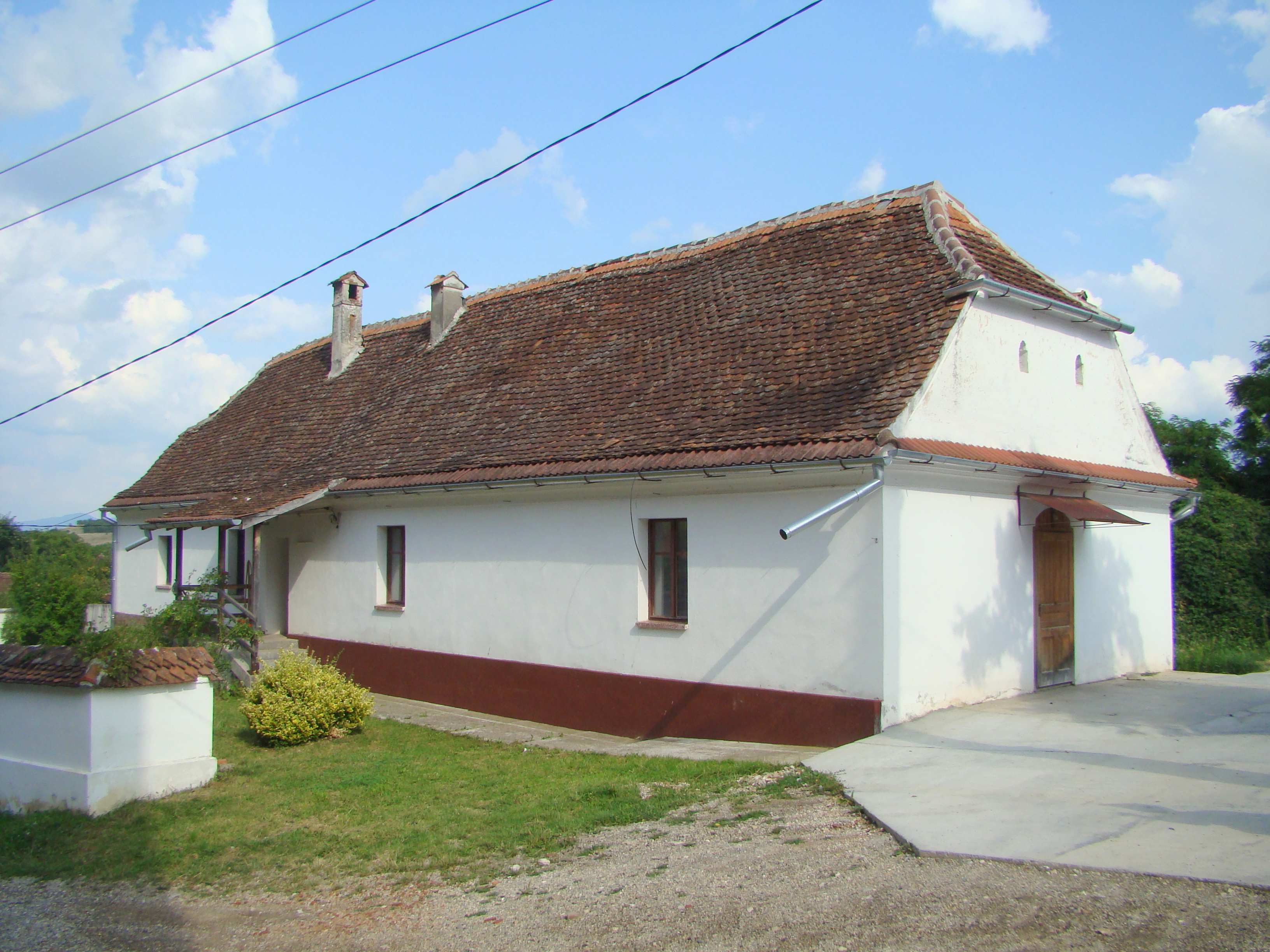
Casa de rugăciune
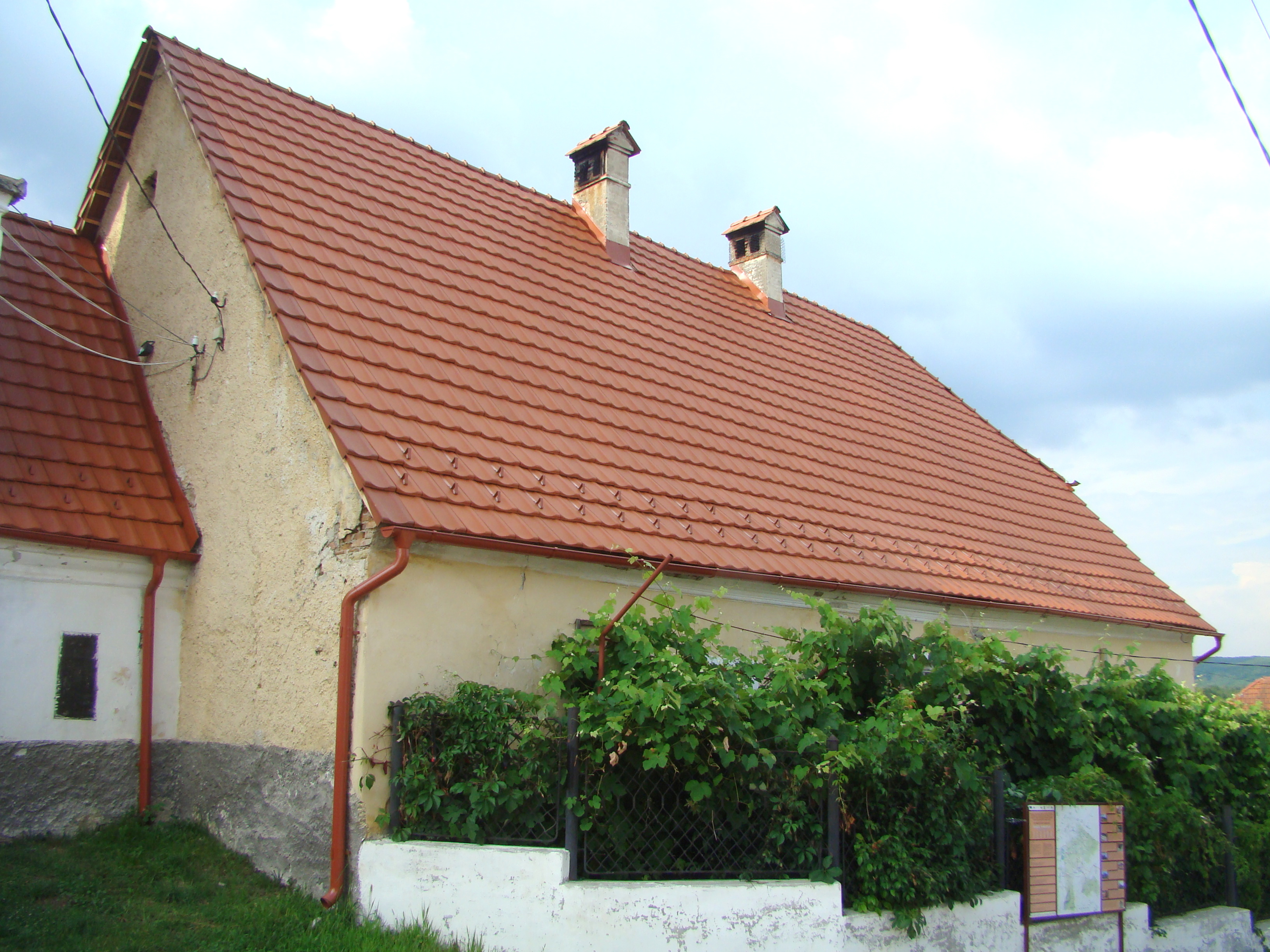
Casa parohială
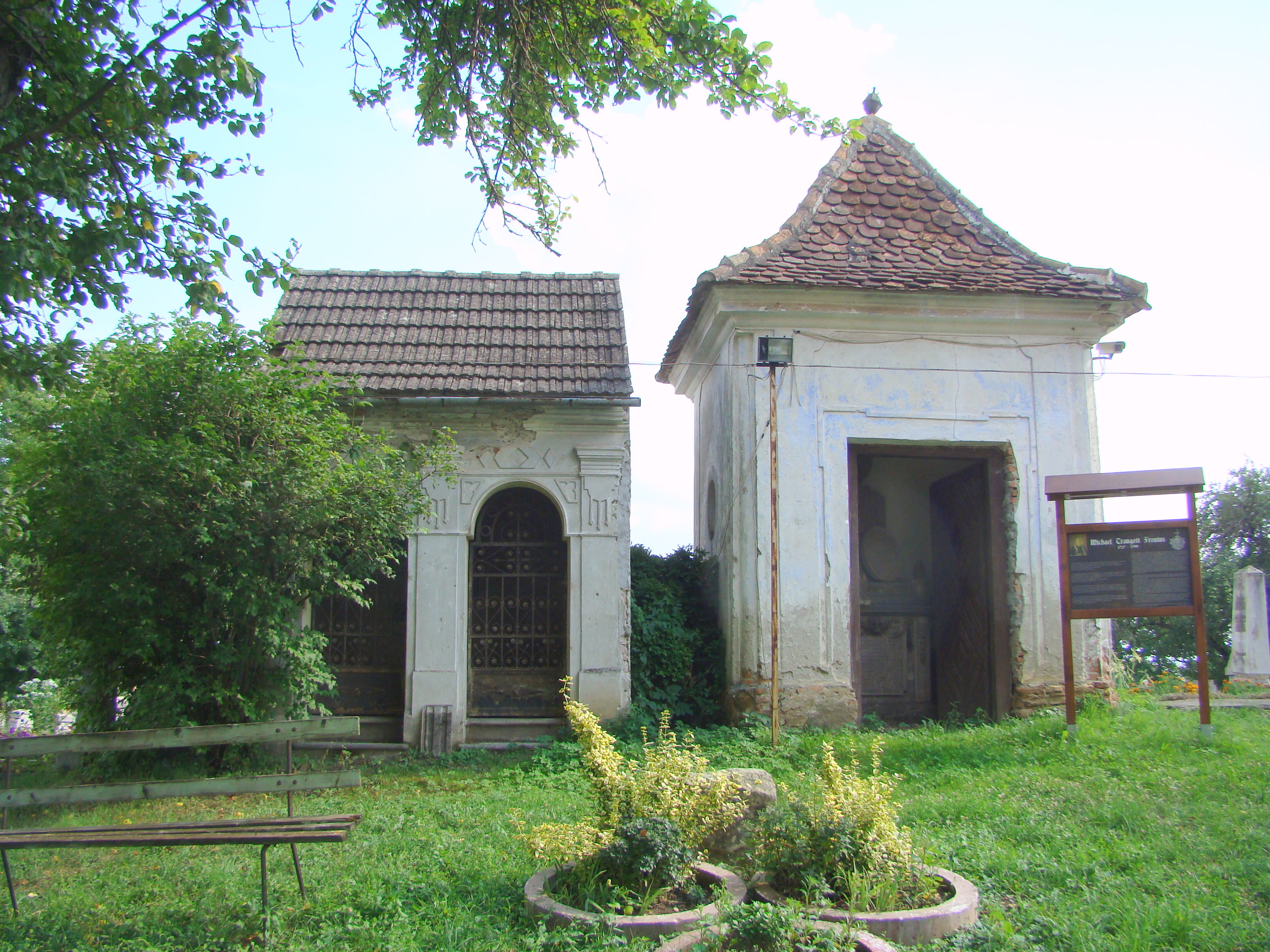
Cripta-monument a lui Michael Fronius (Matthias Fronius), din secolul al XVIII-lea
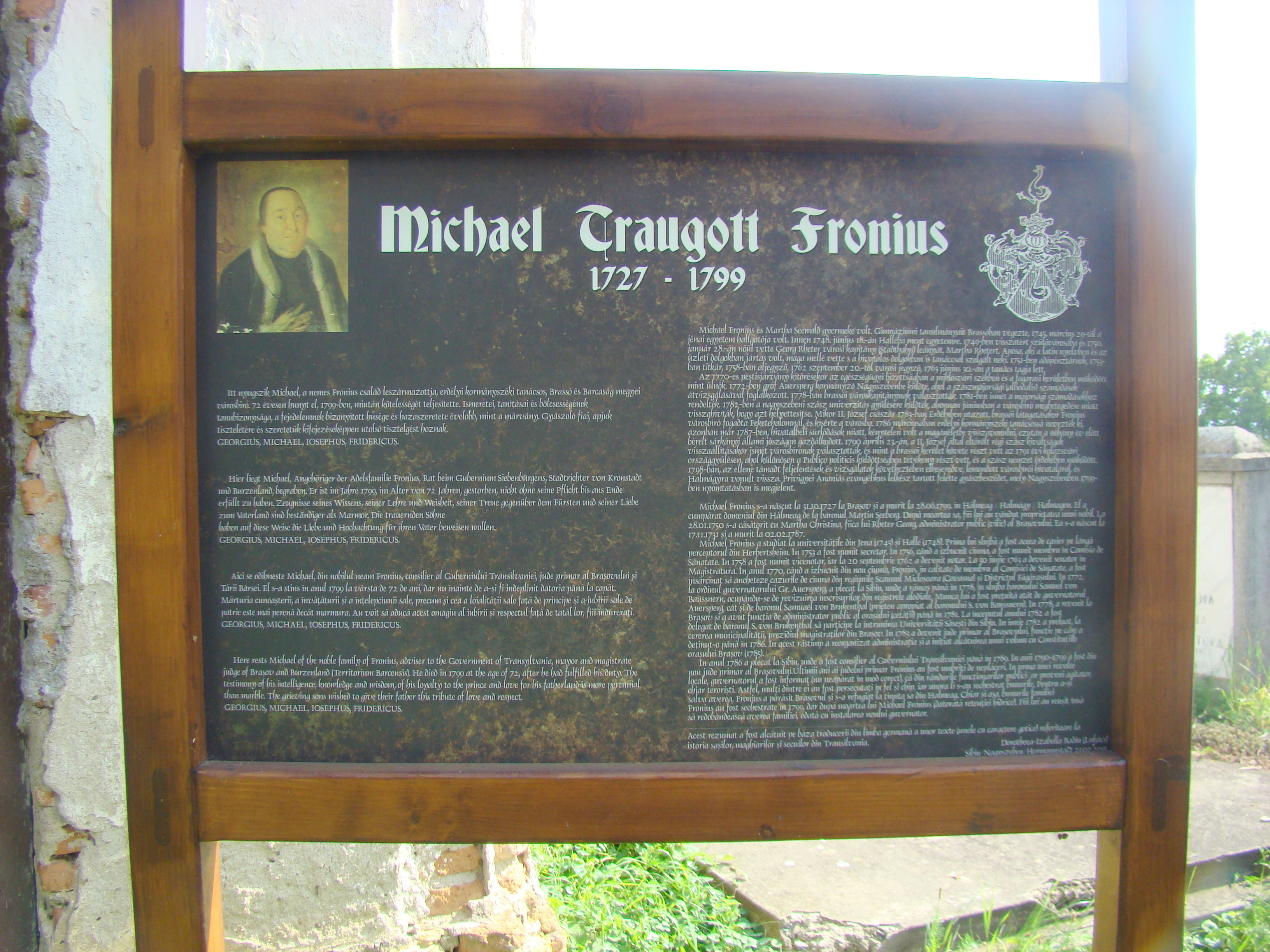
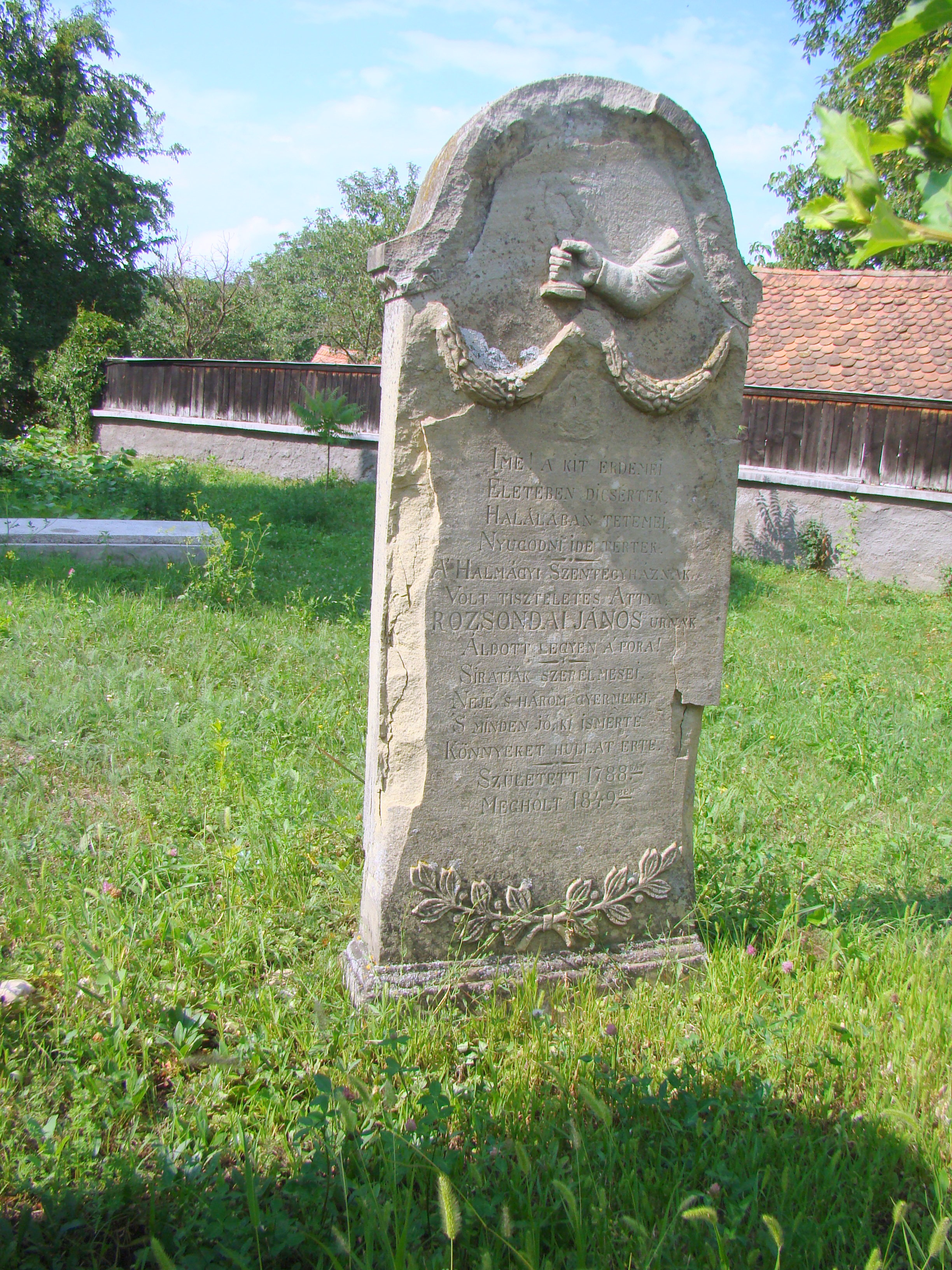
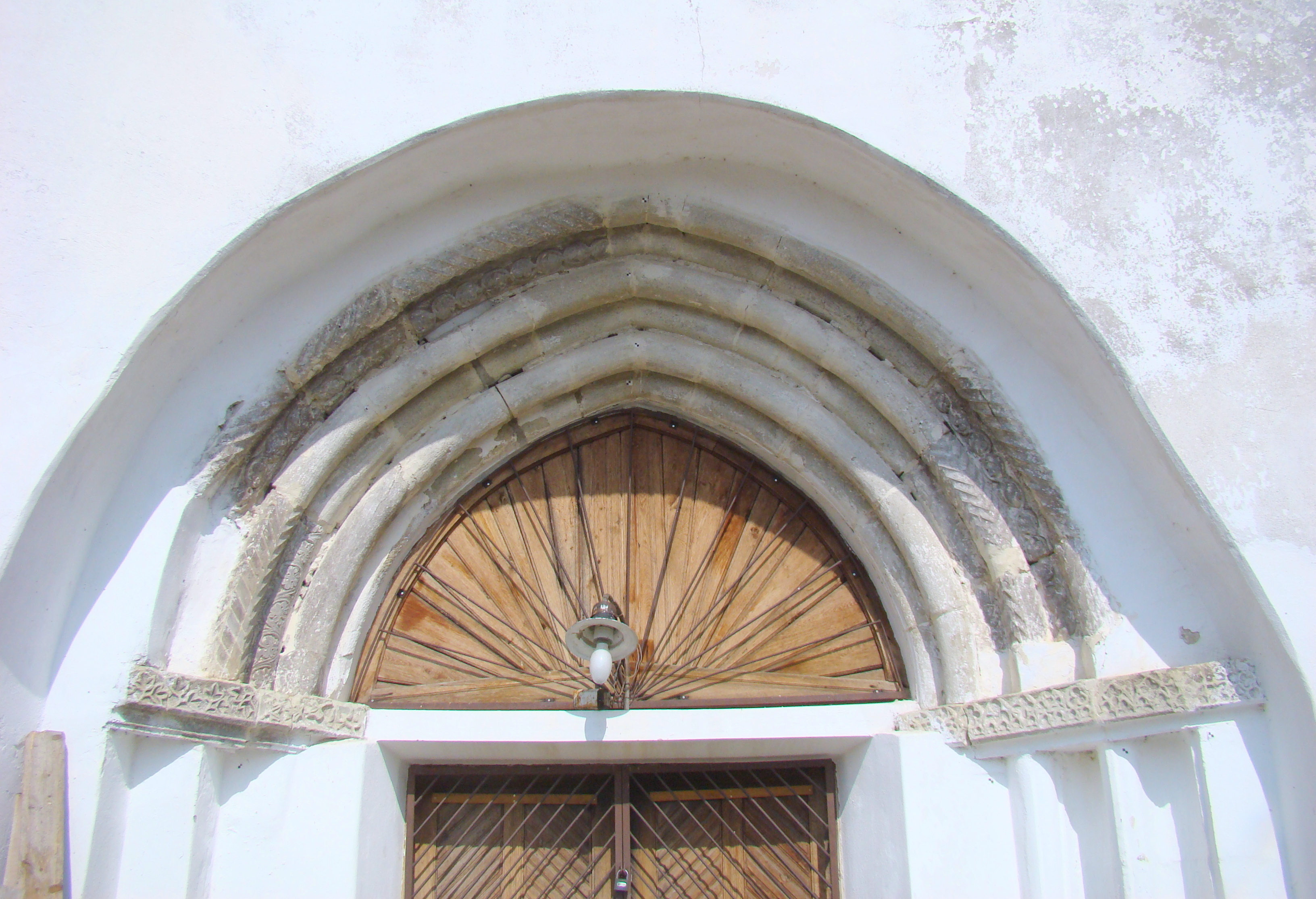
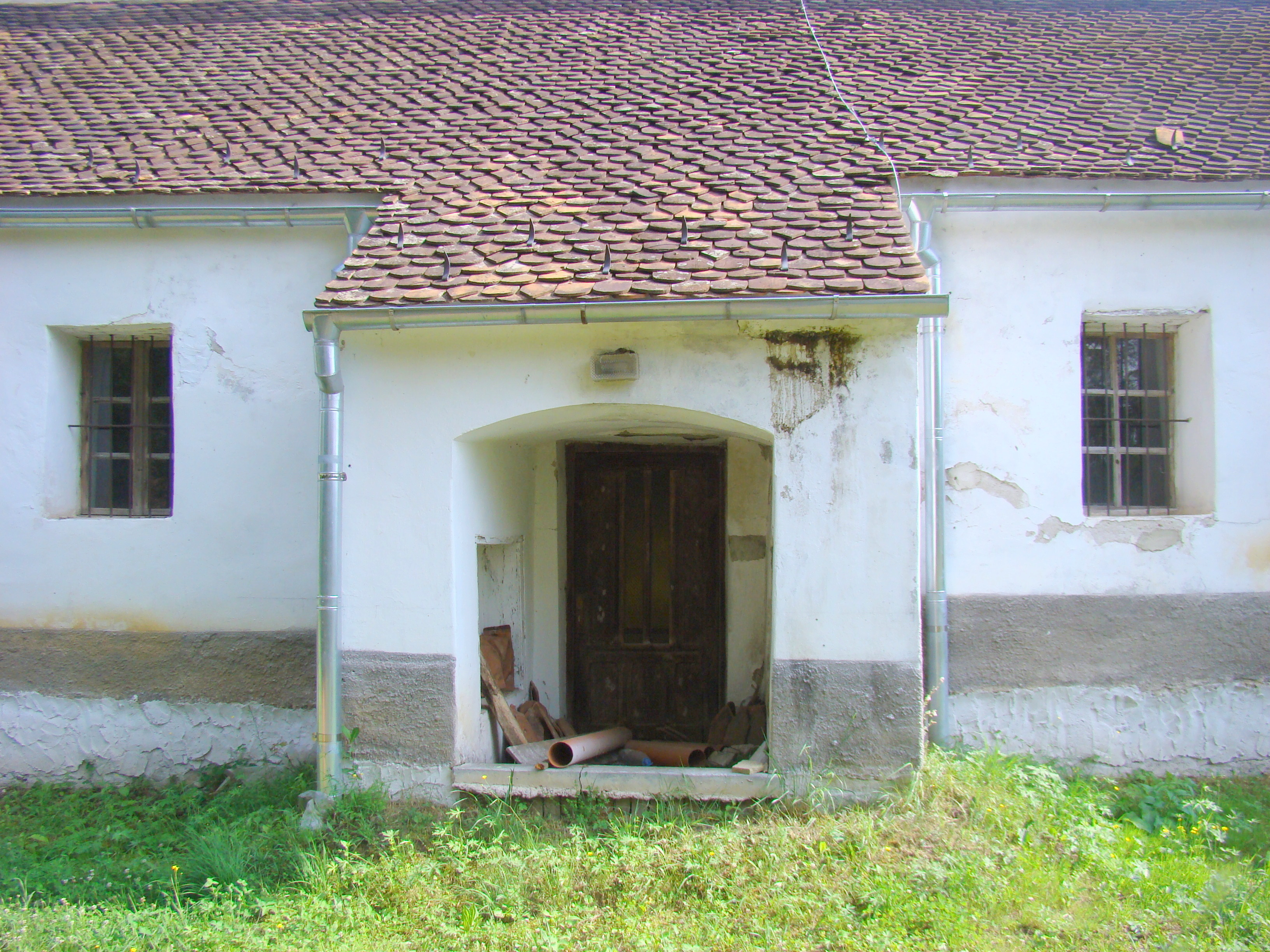
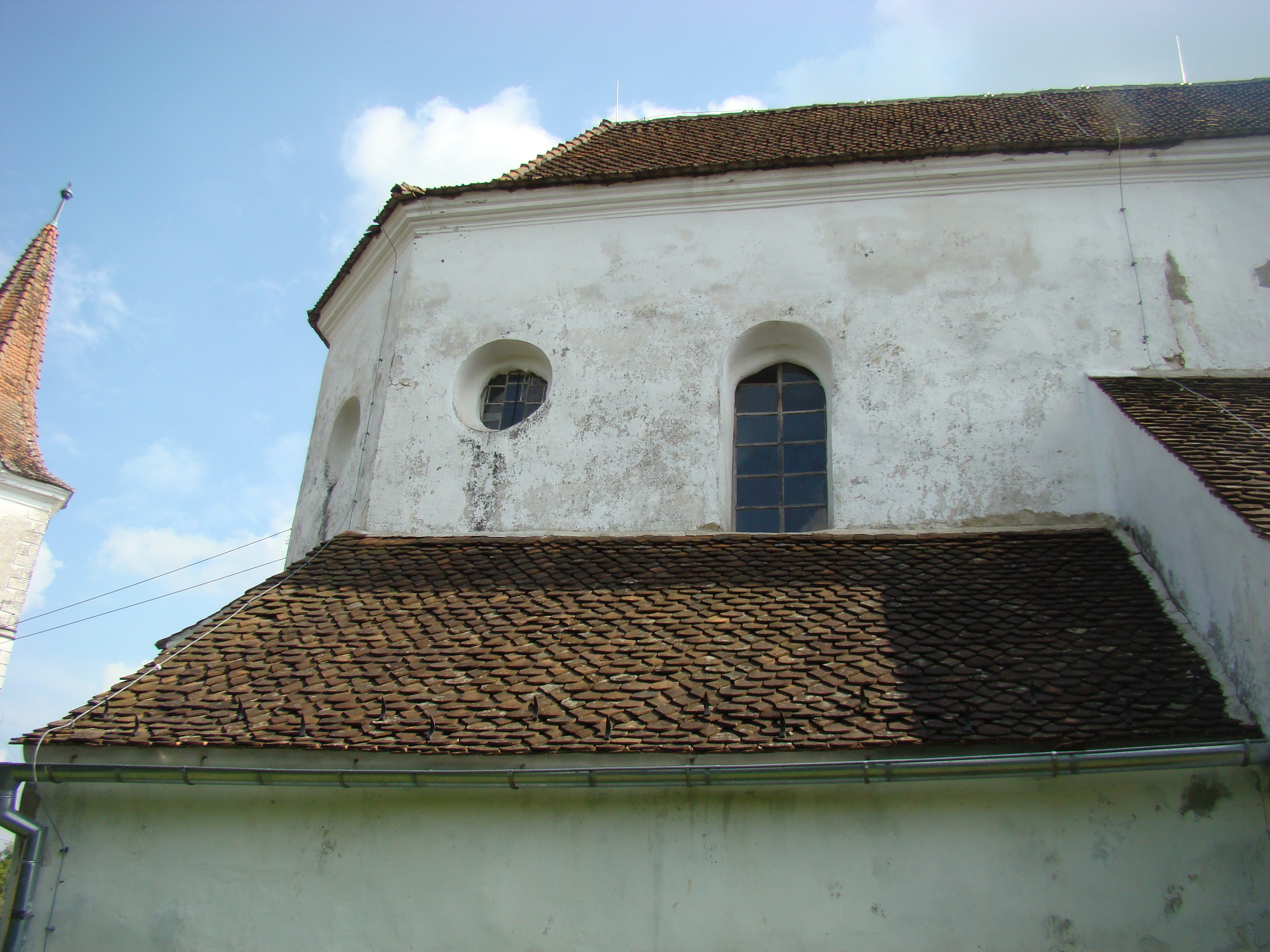
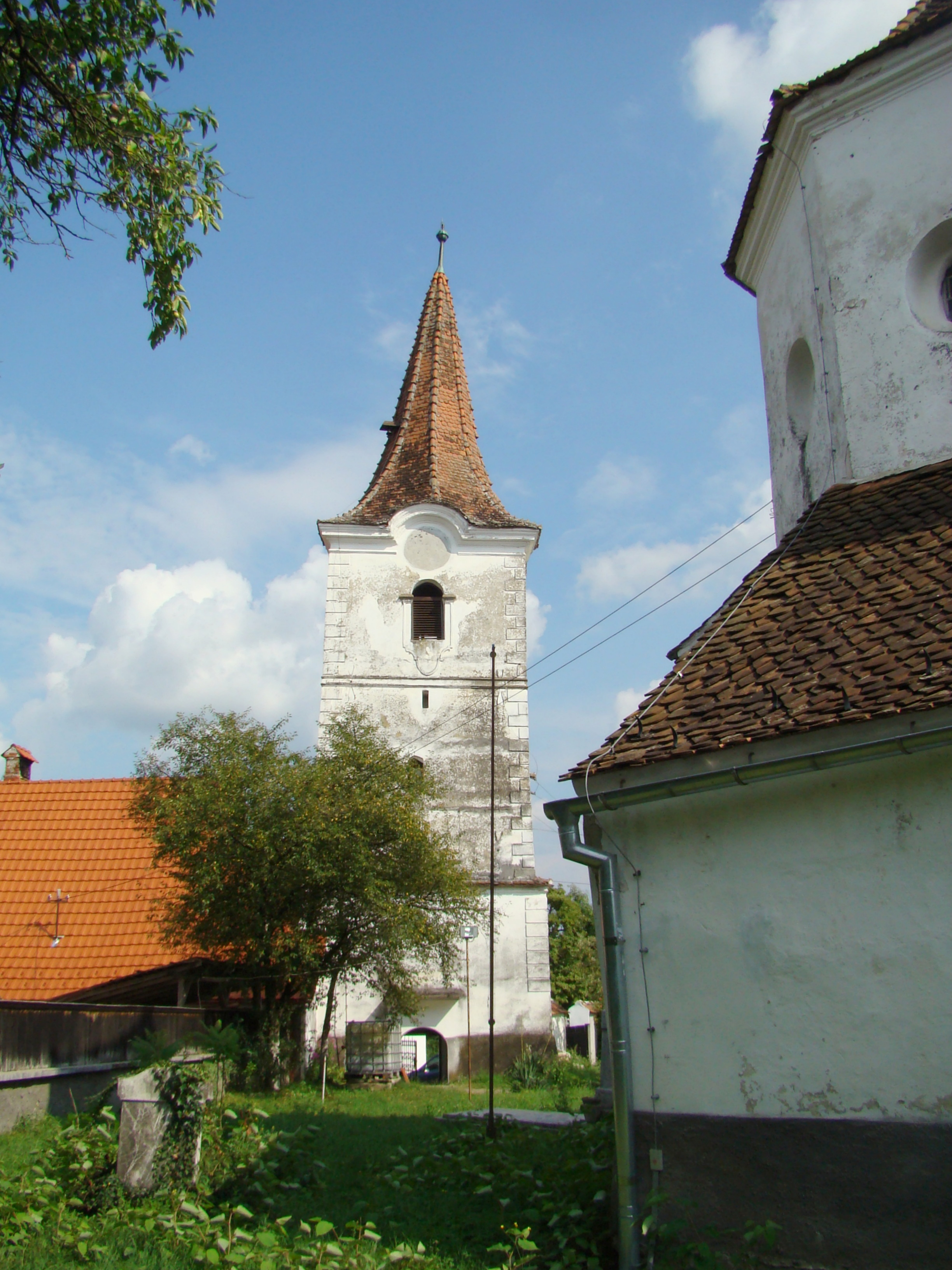
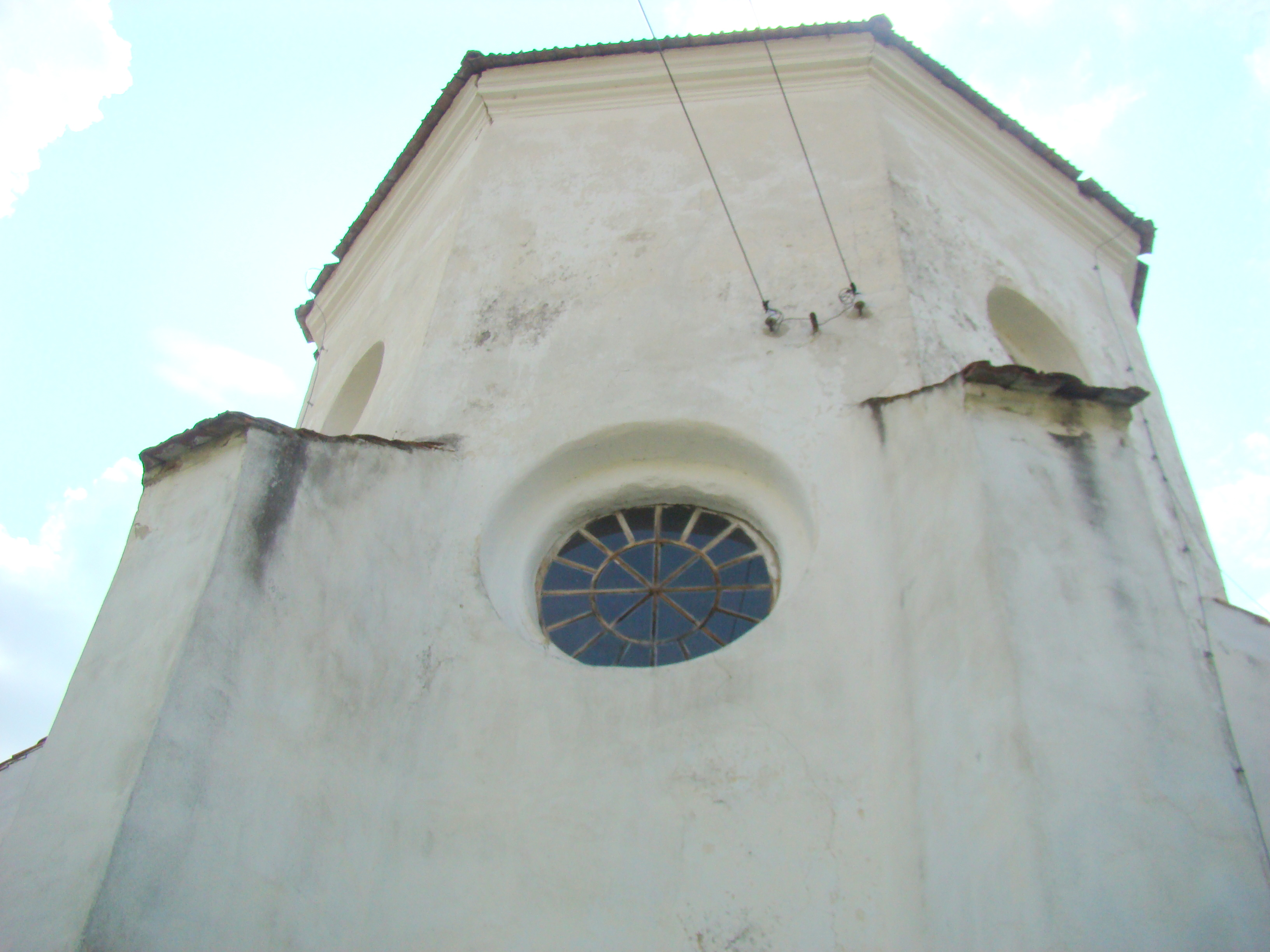
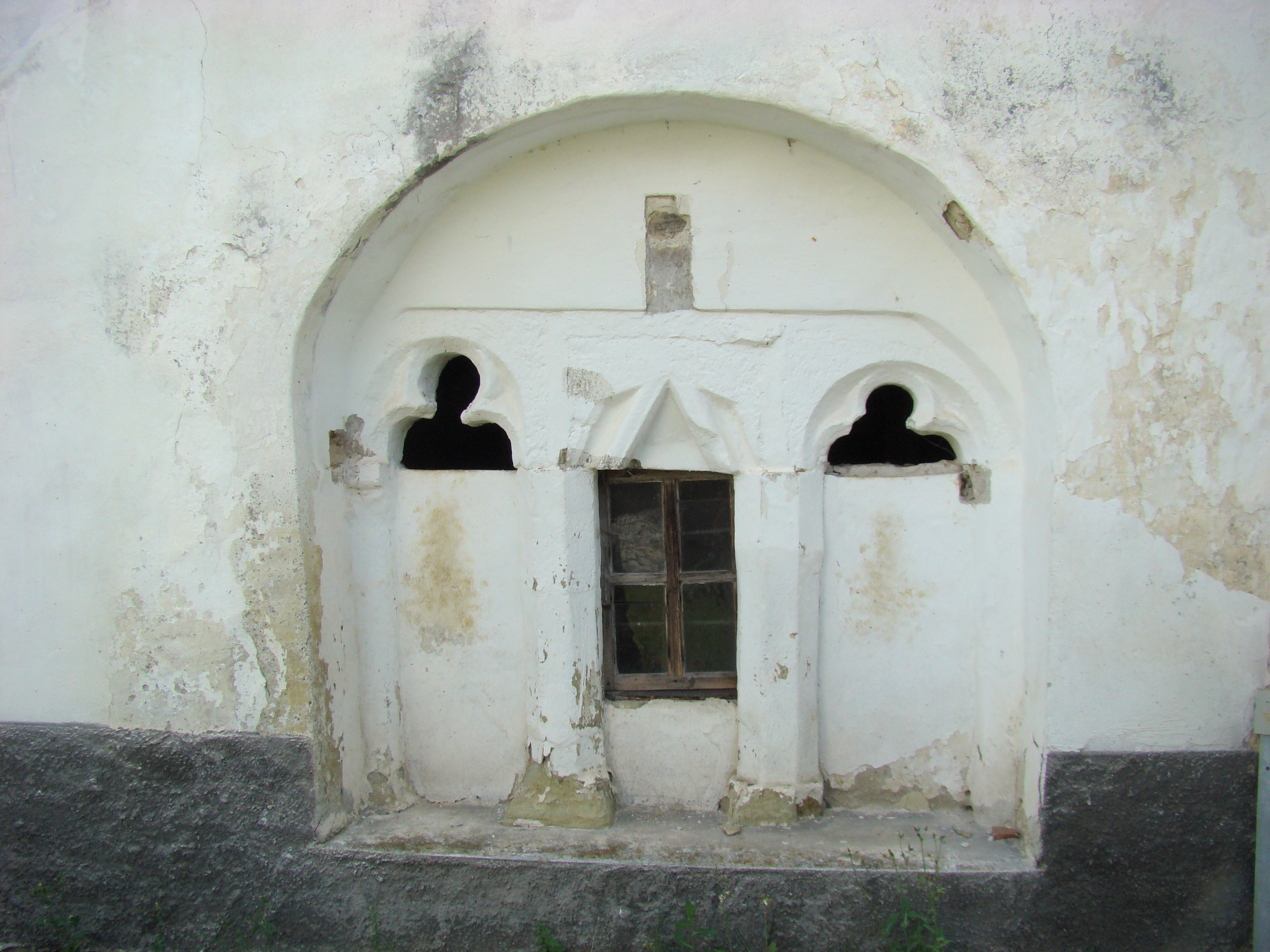
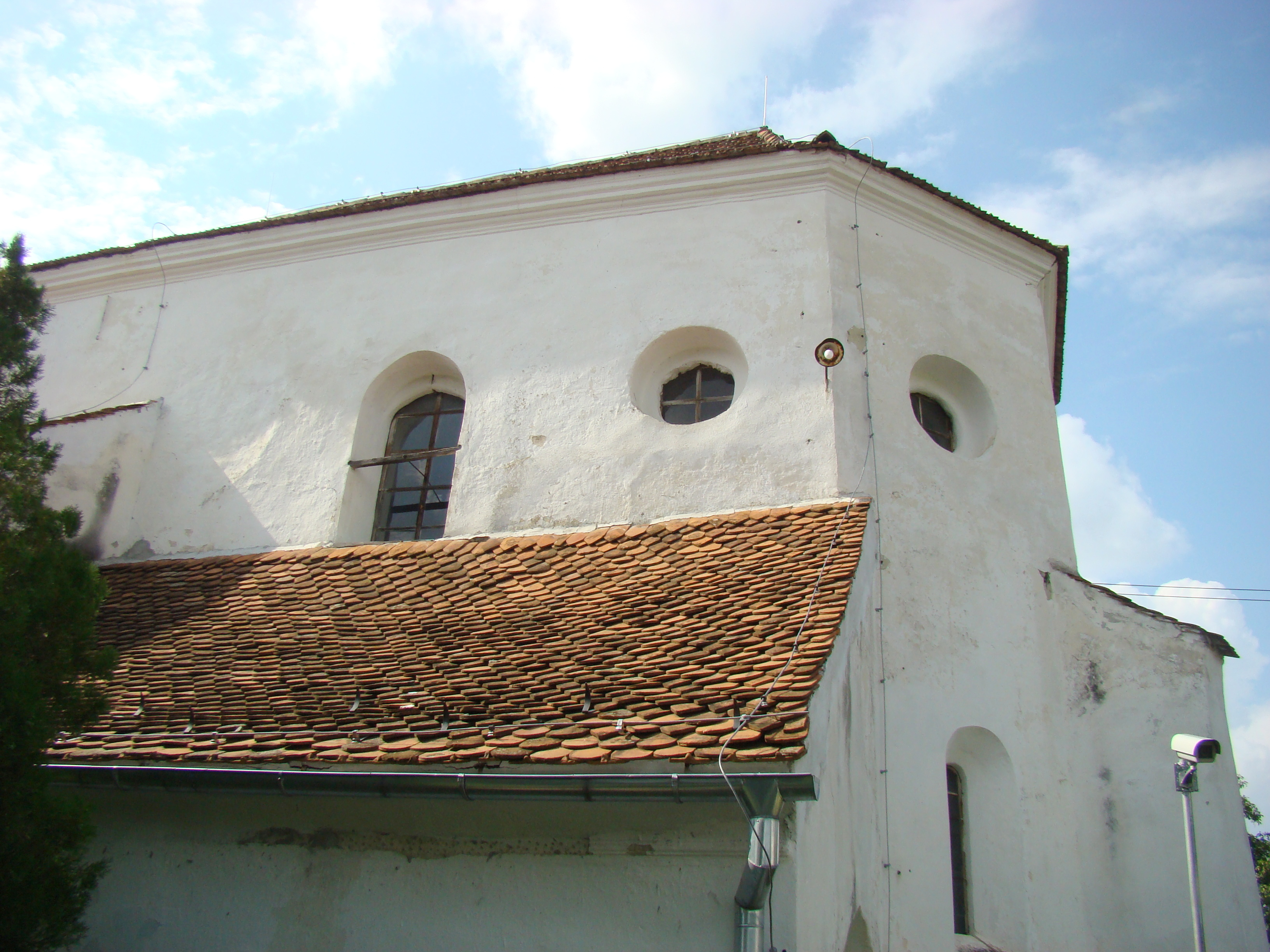
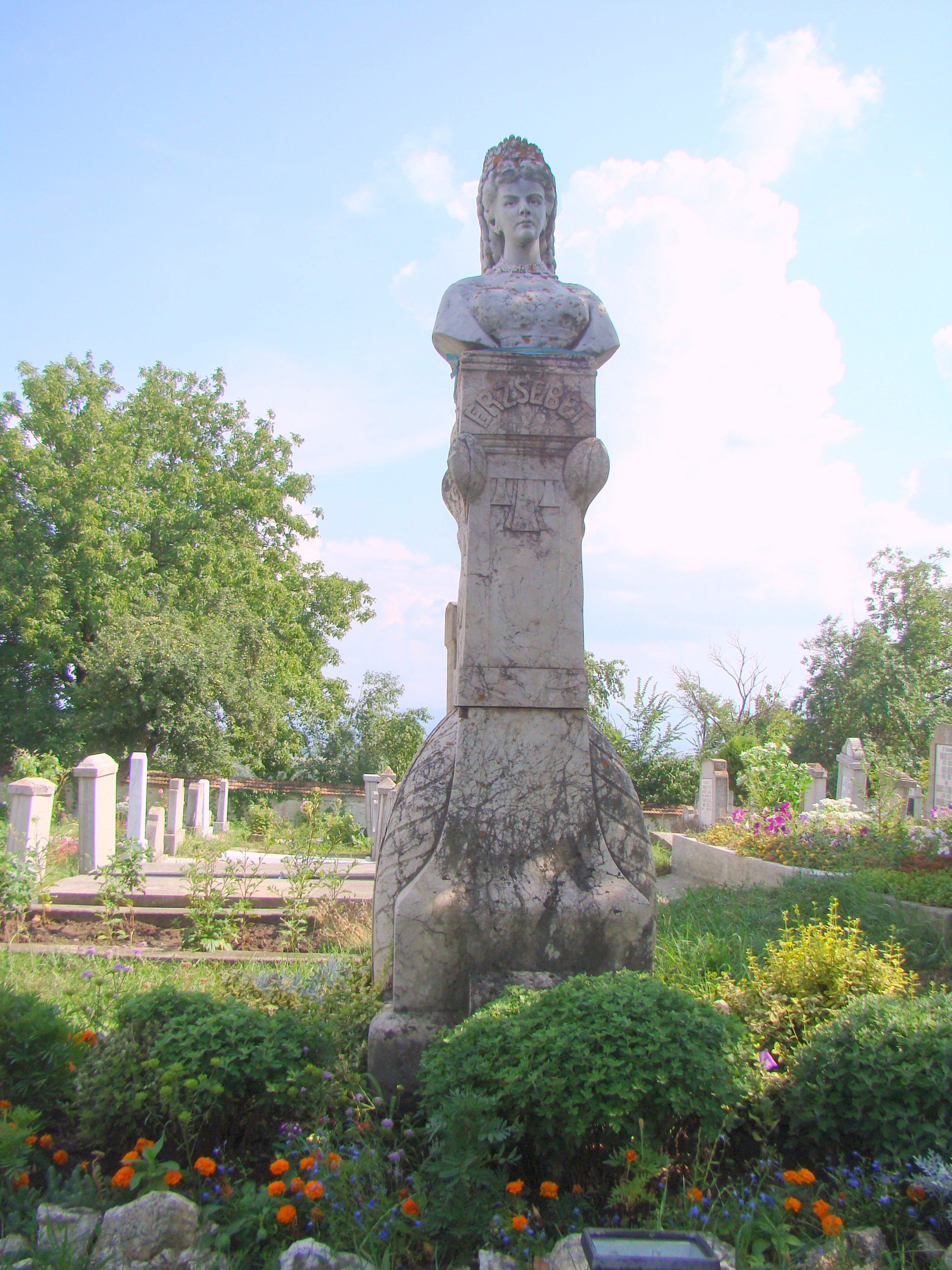
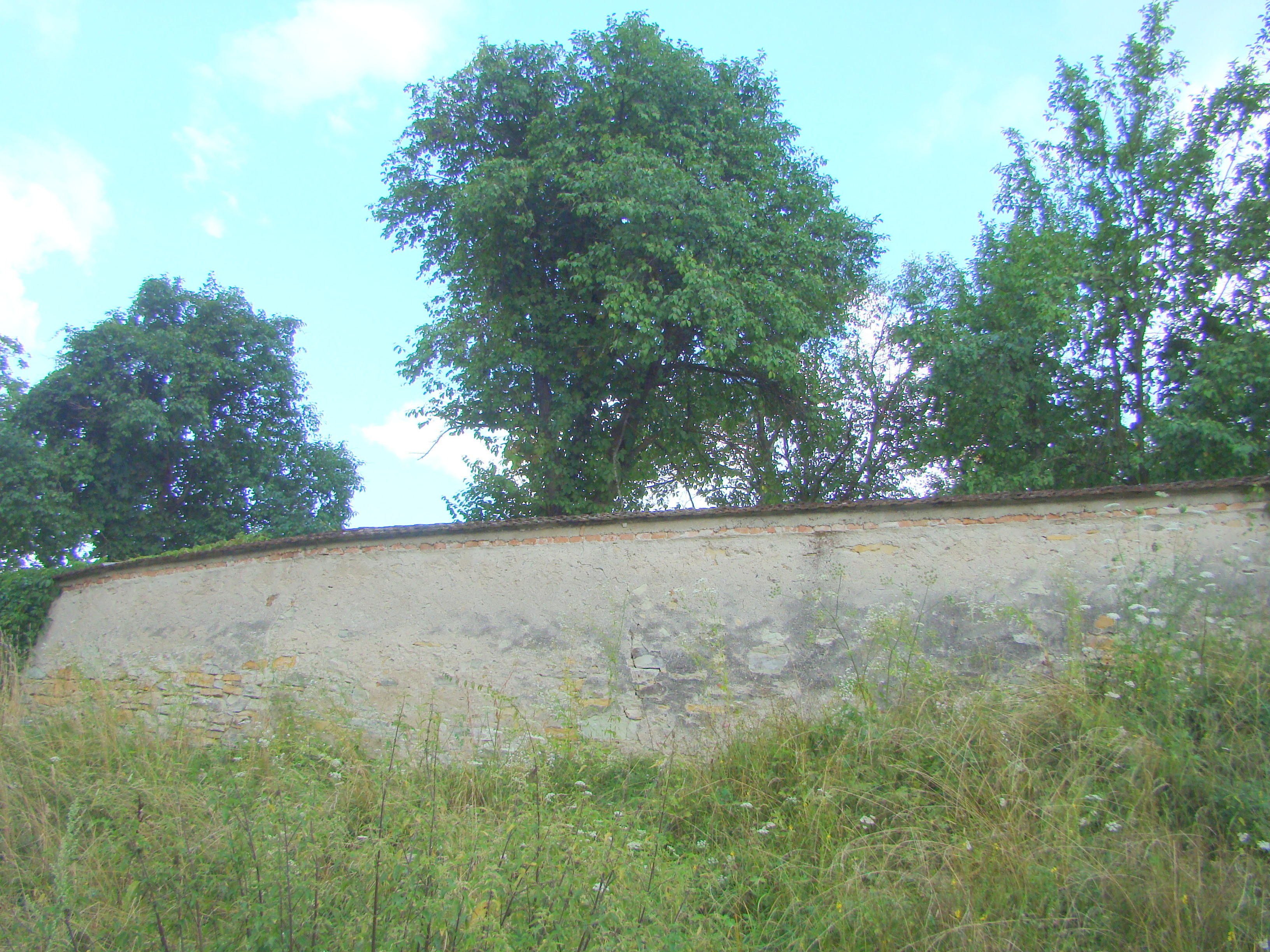

## Imagini din interior

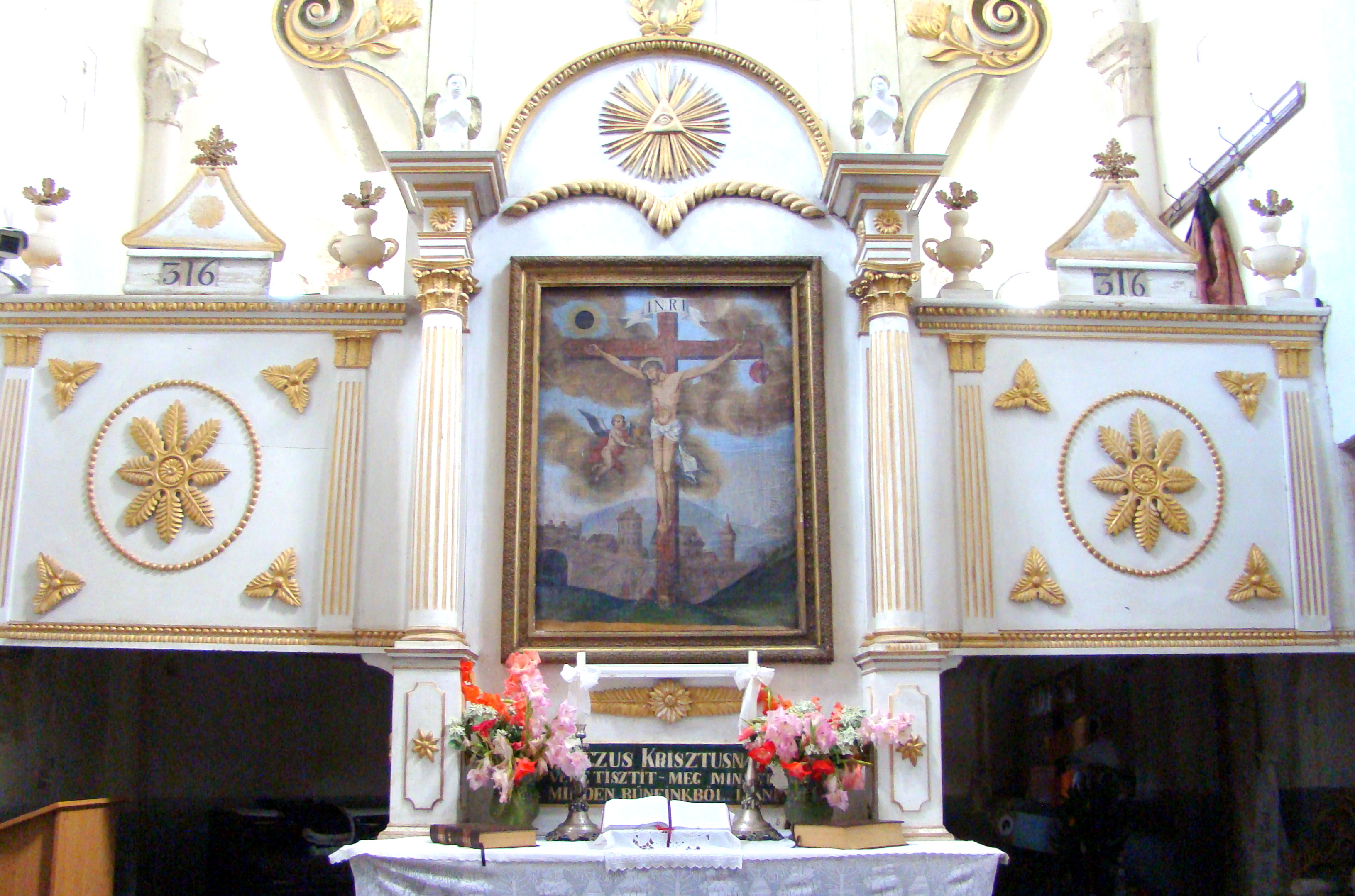
Altarul bisericii evanghelice din satul Hălmeag
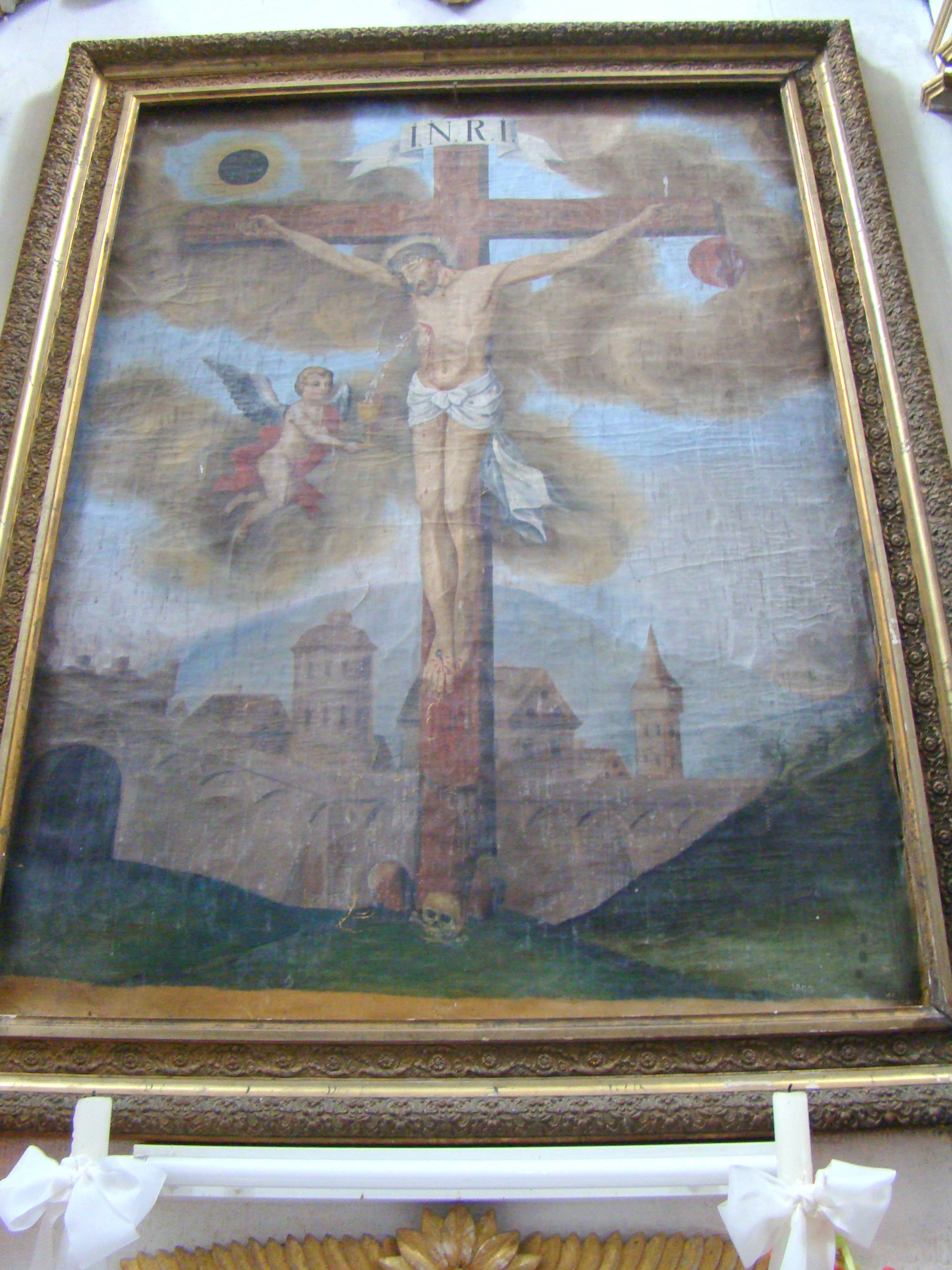
Tabloul altarului
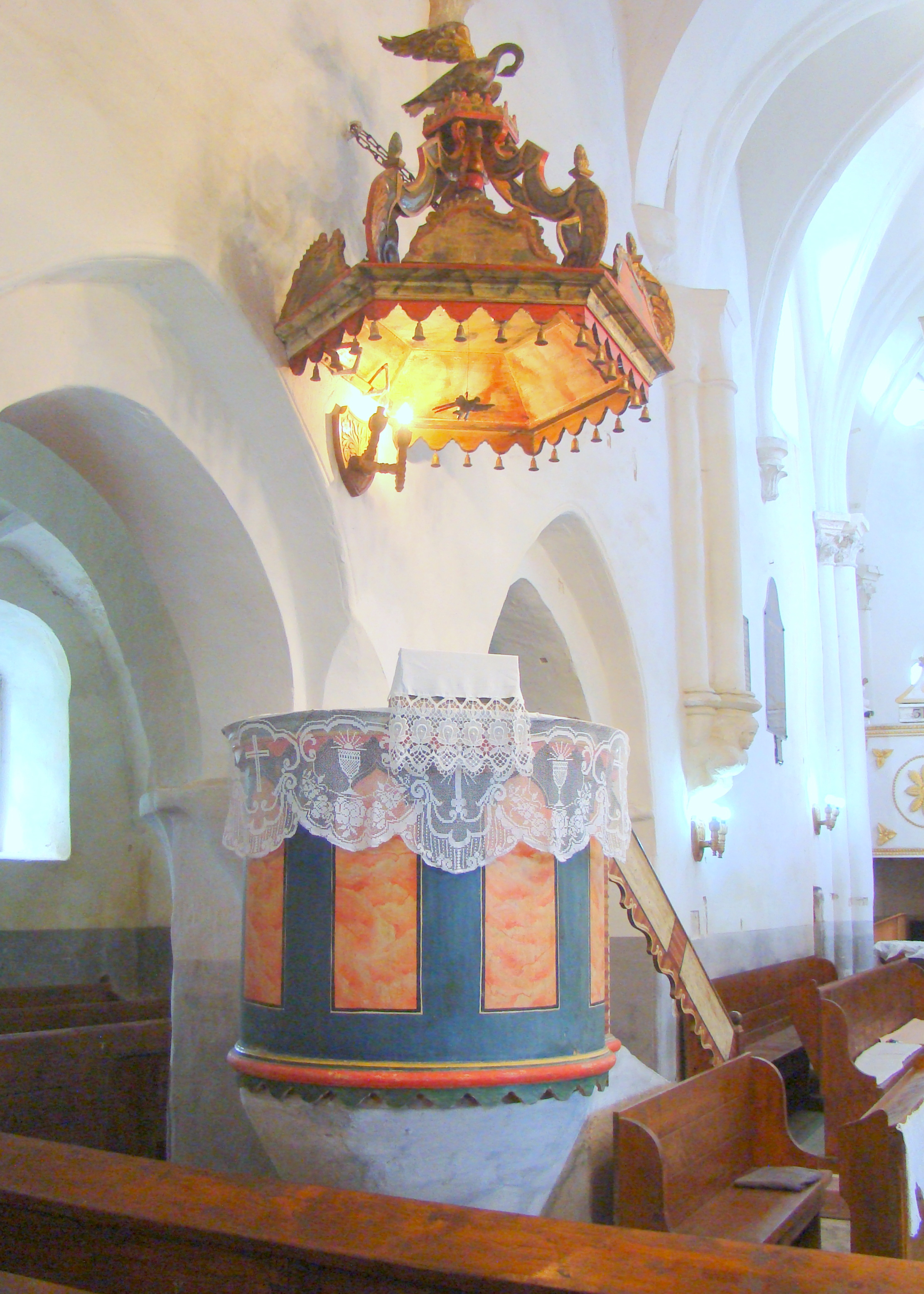
Amvonul
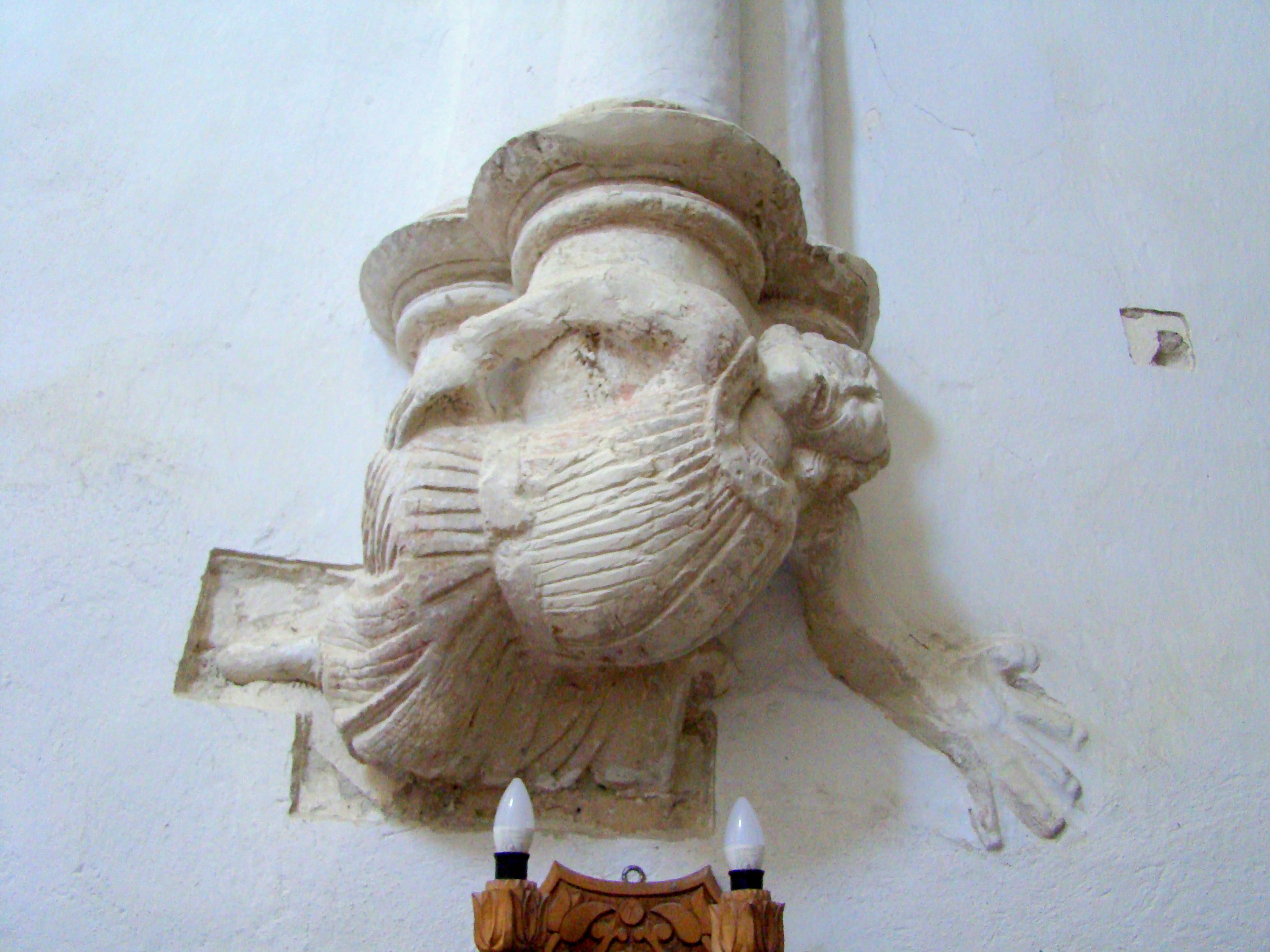
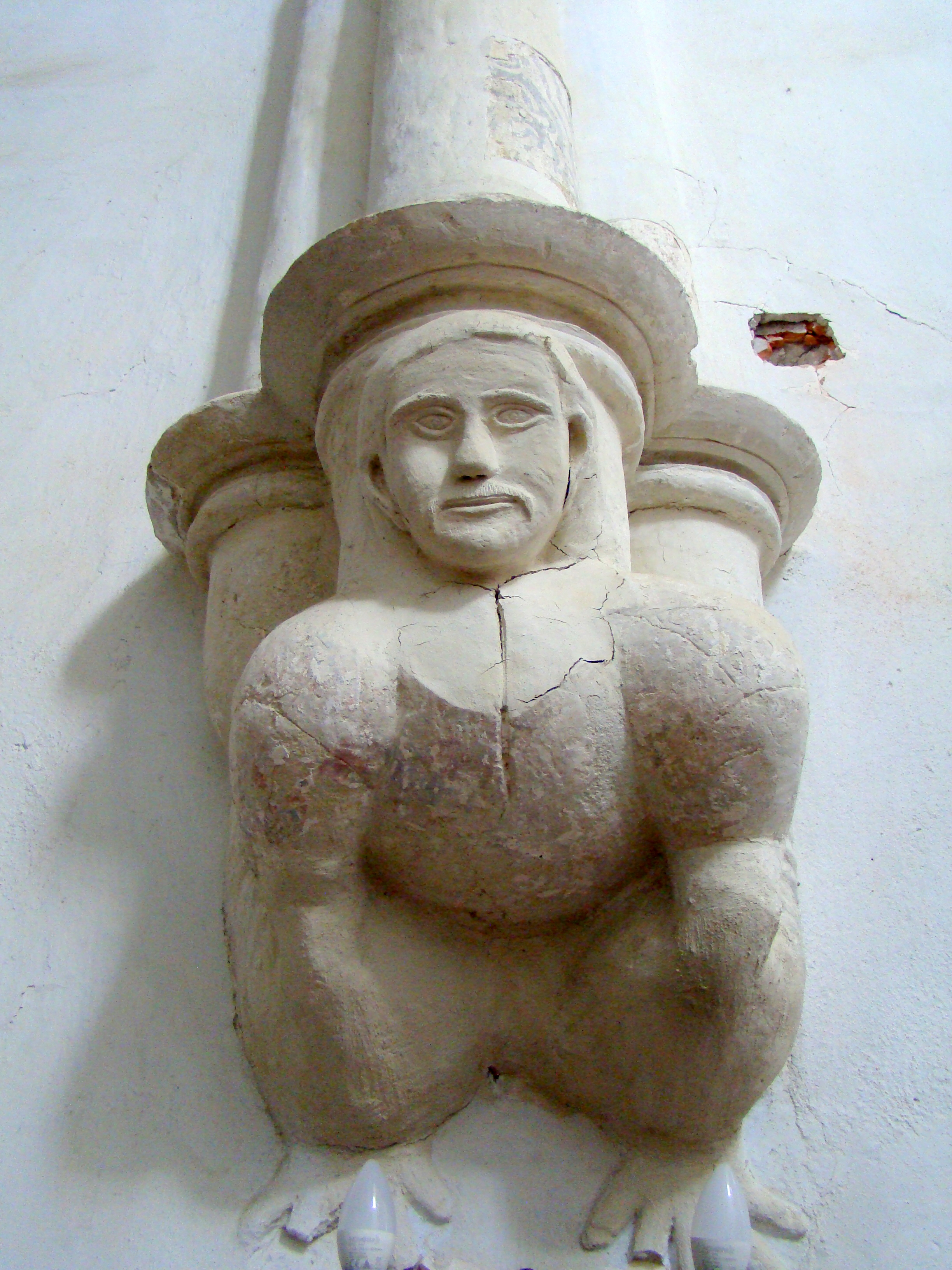
Consolă cu motiv antropomorf
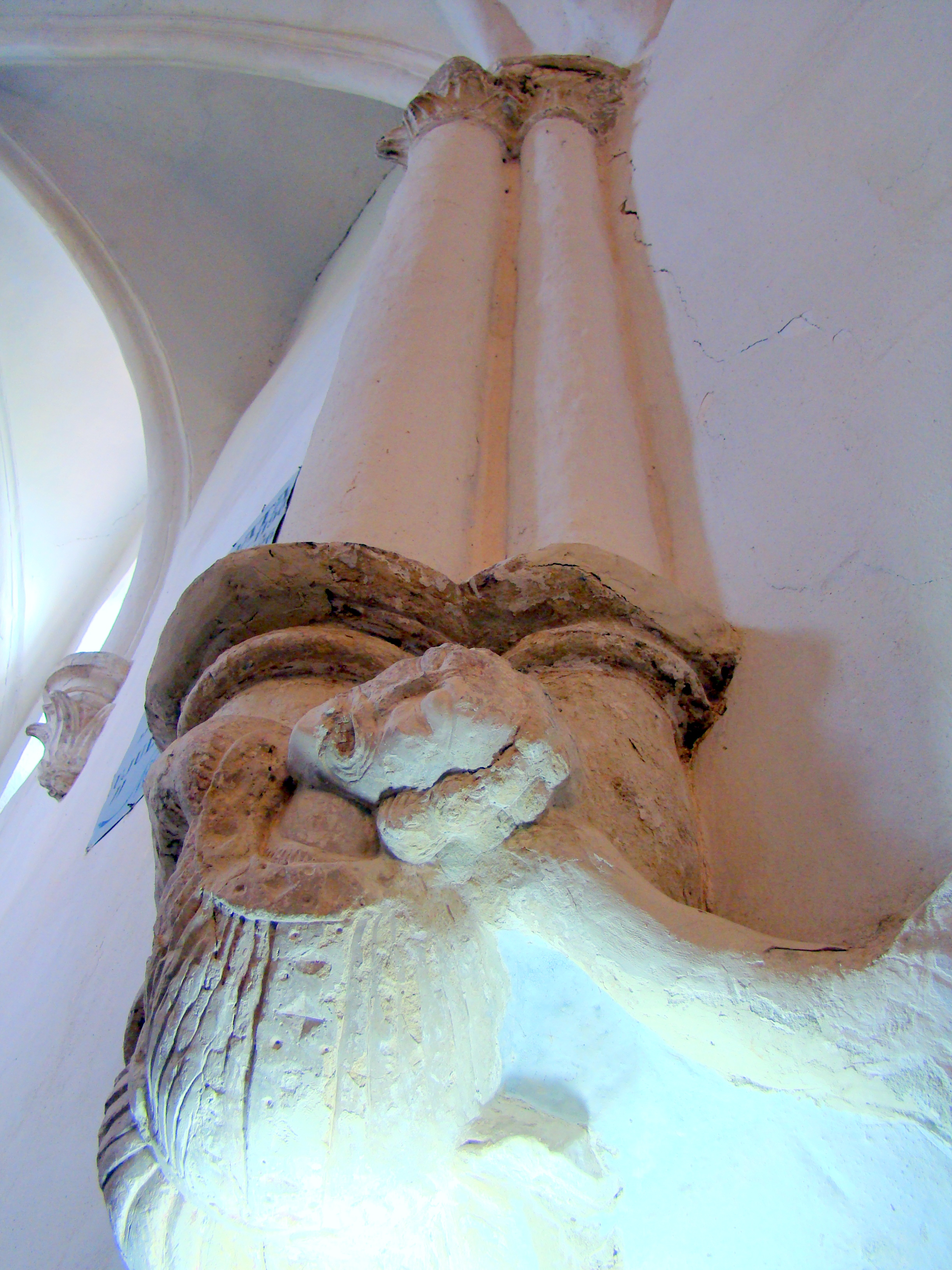
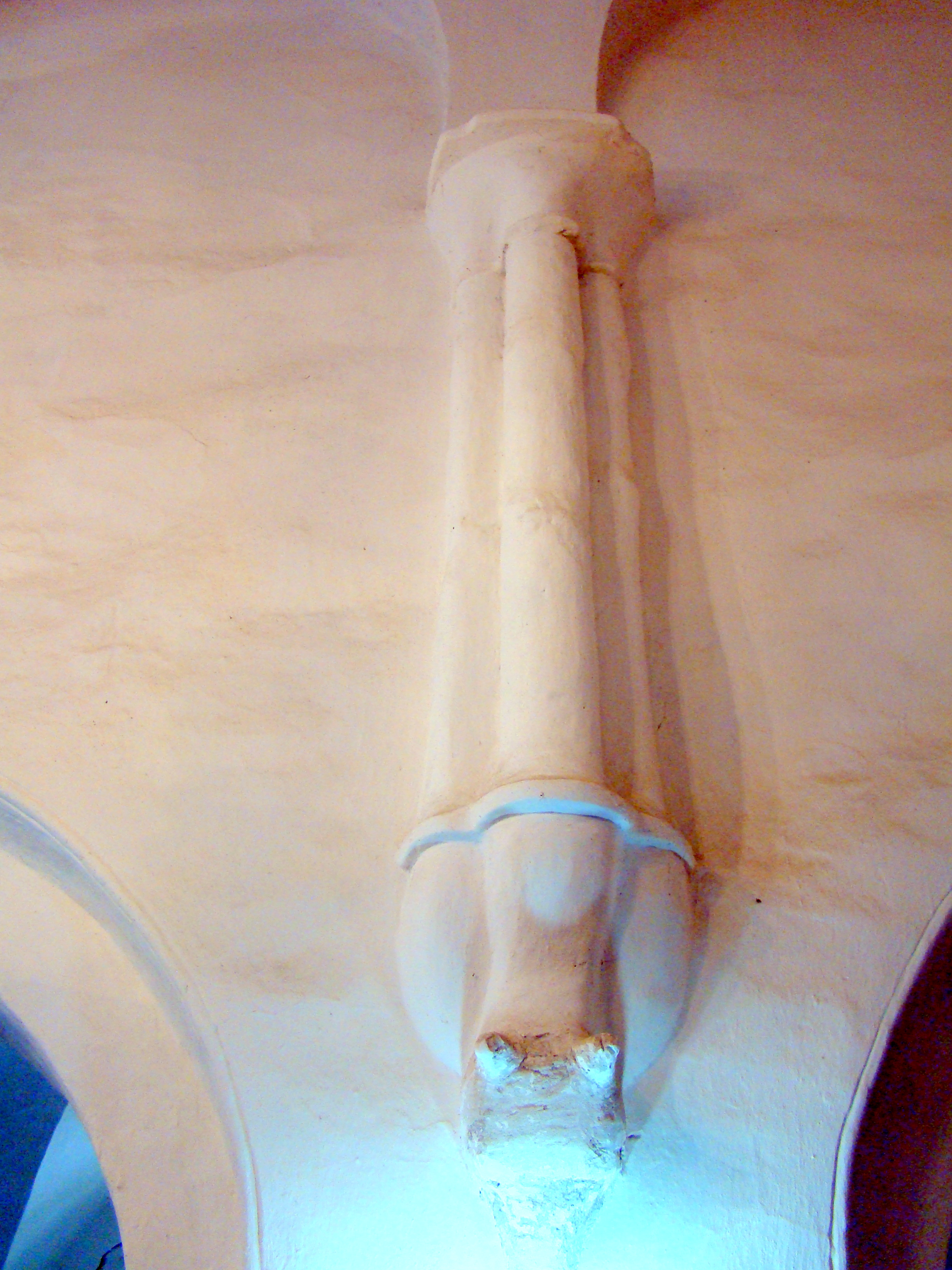
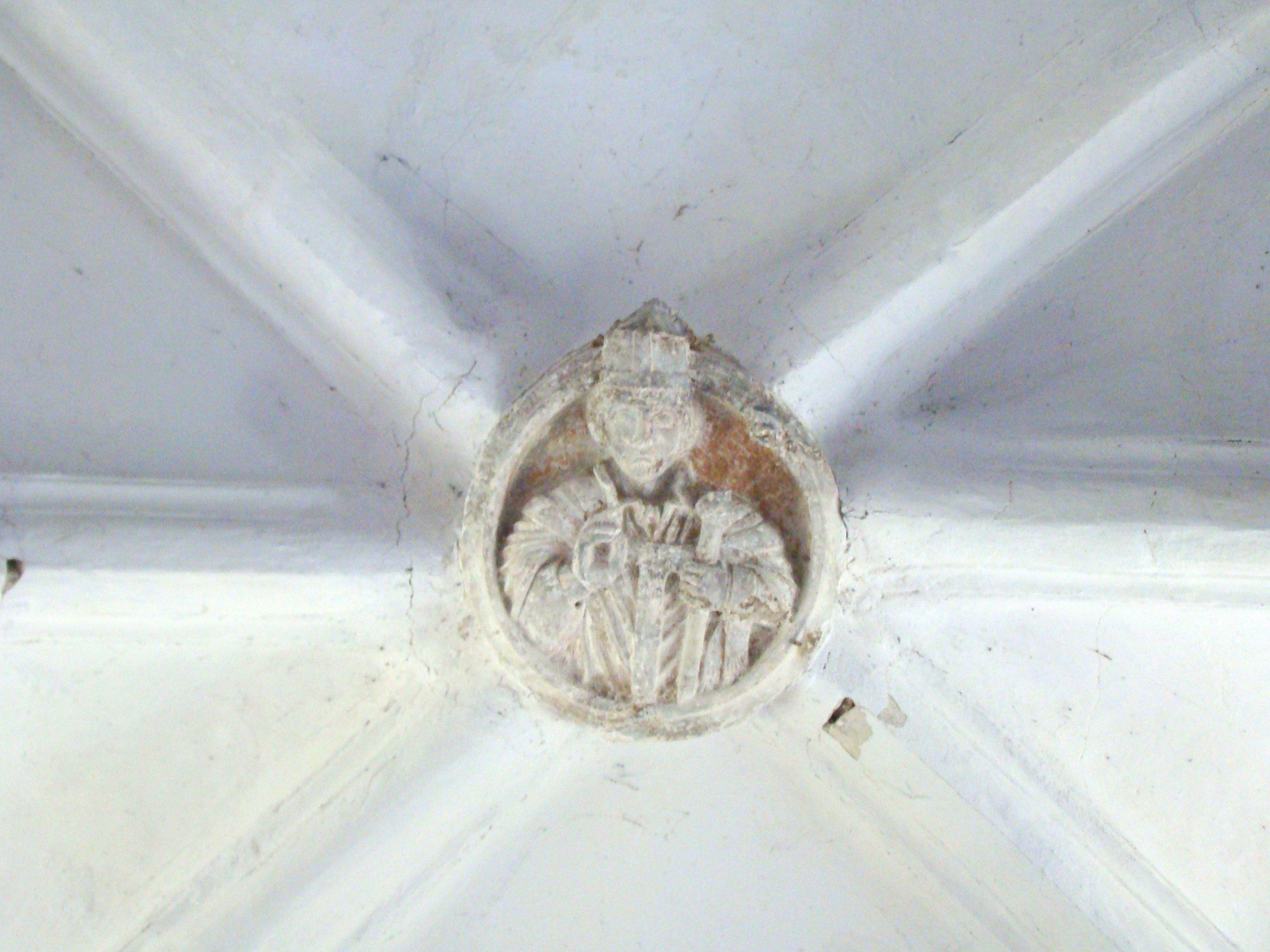
Cheie de boltă
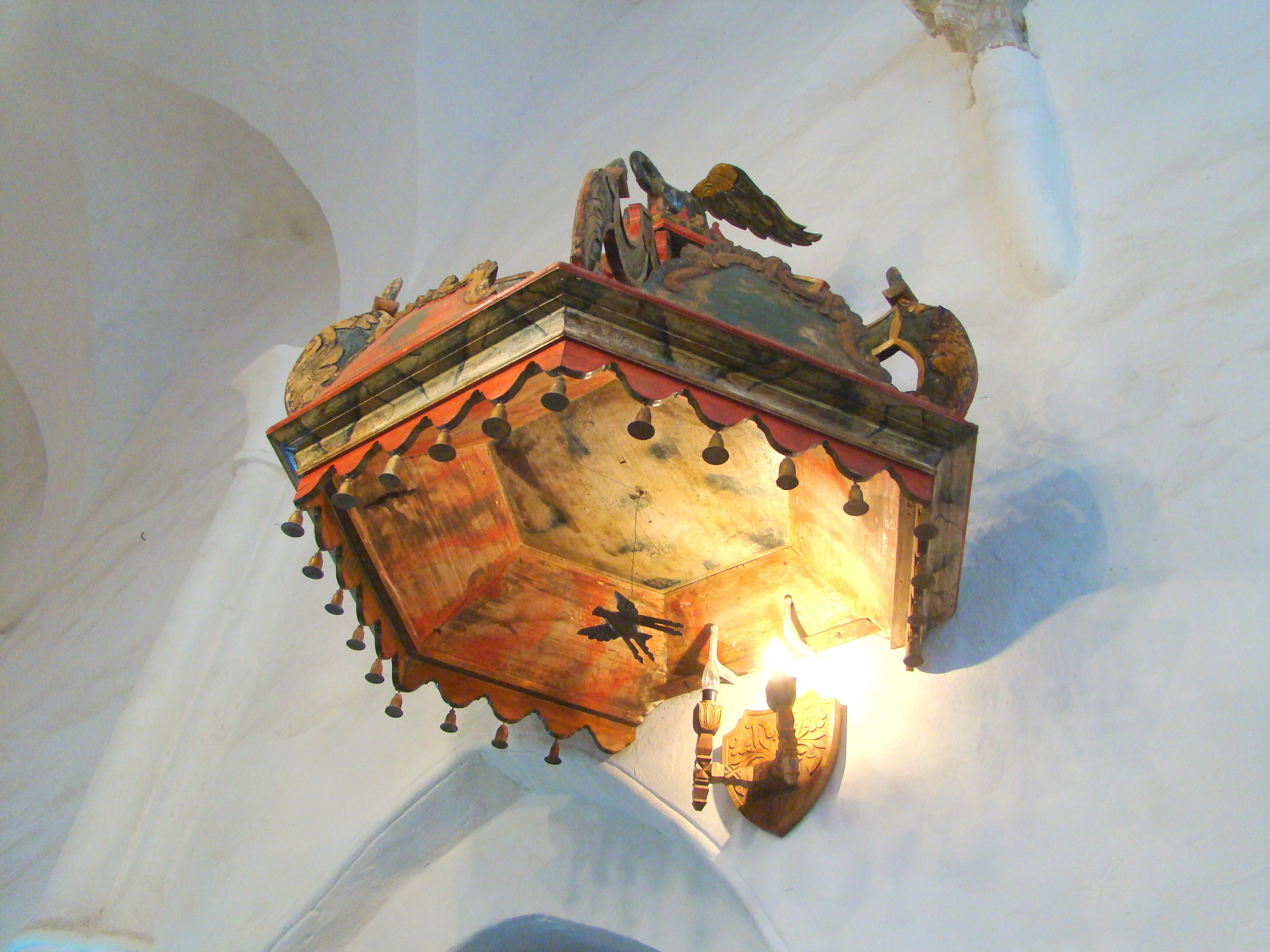
Coroana amvonului
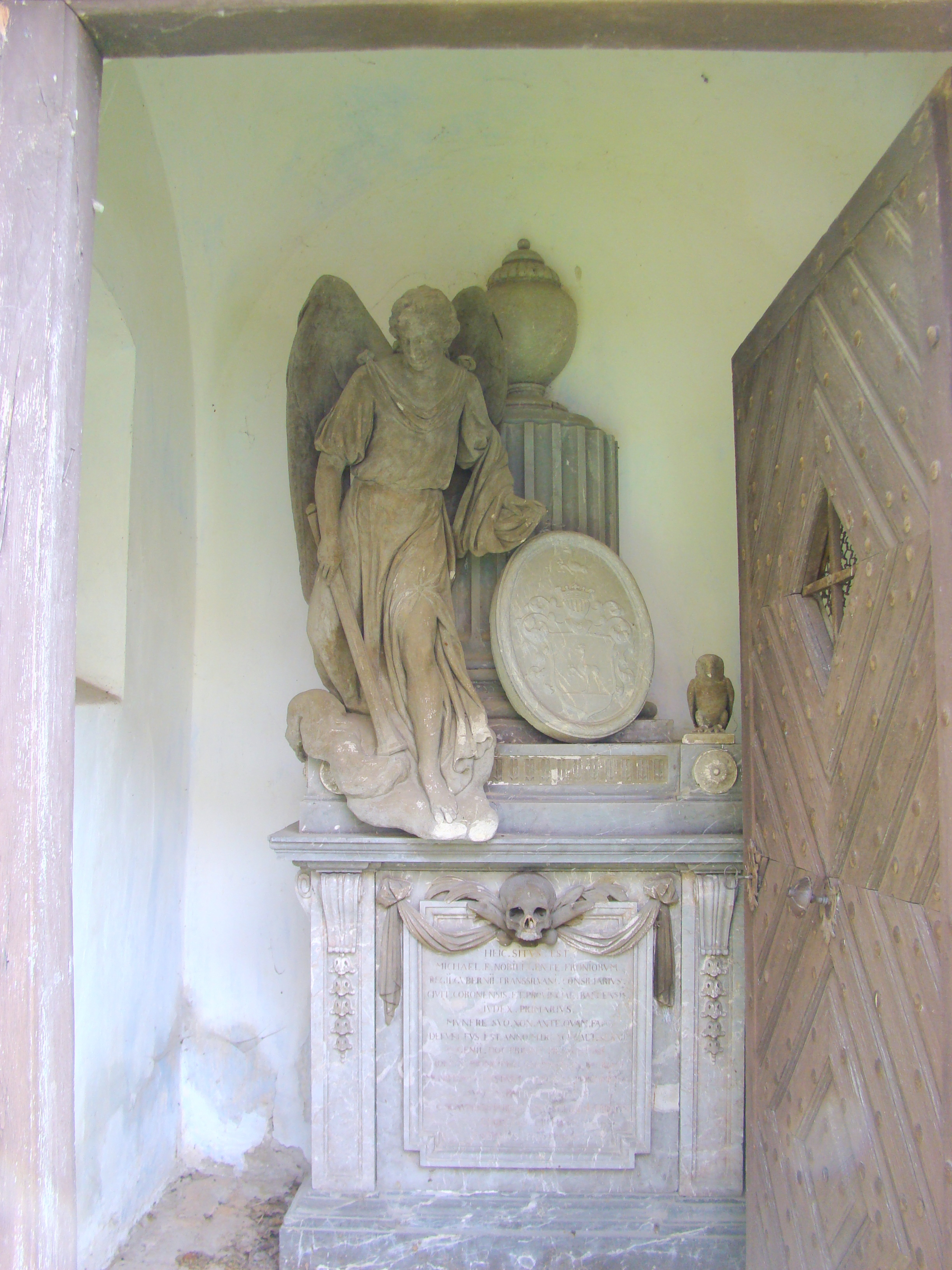
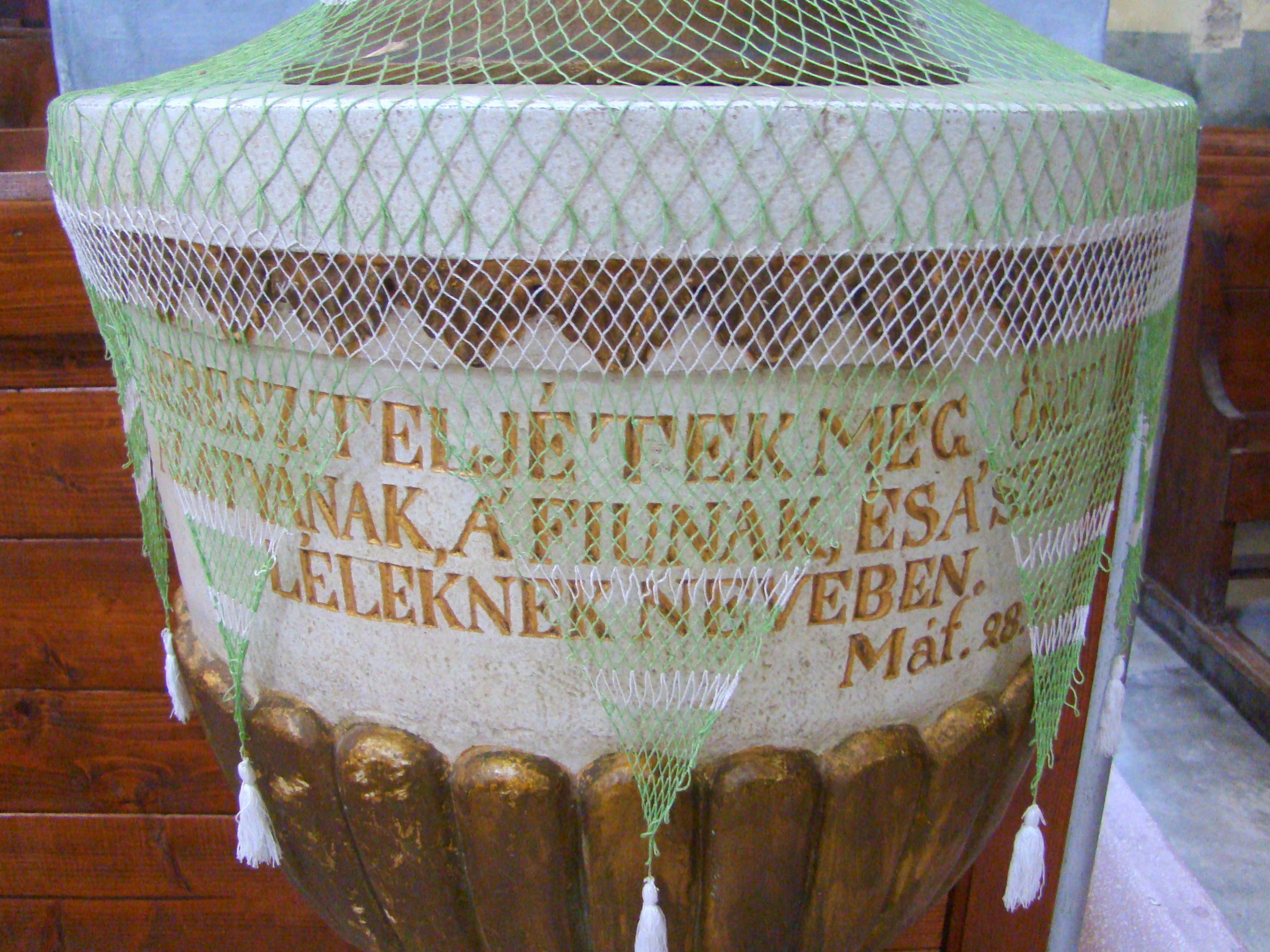
Cristelnița (detaliu)
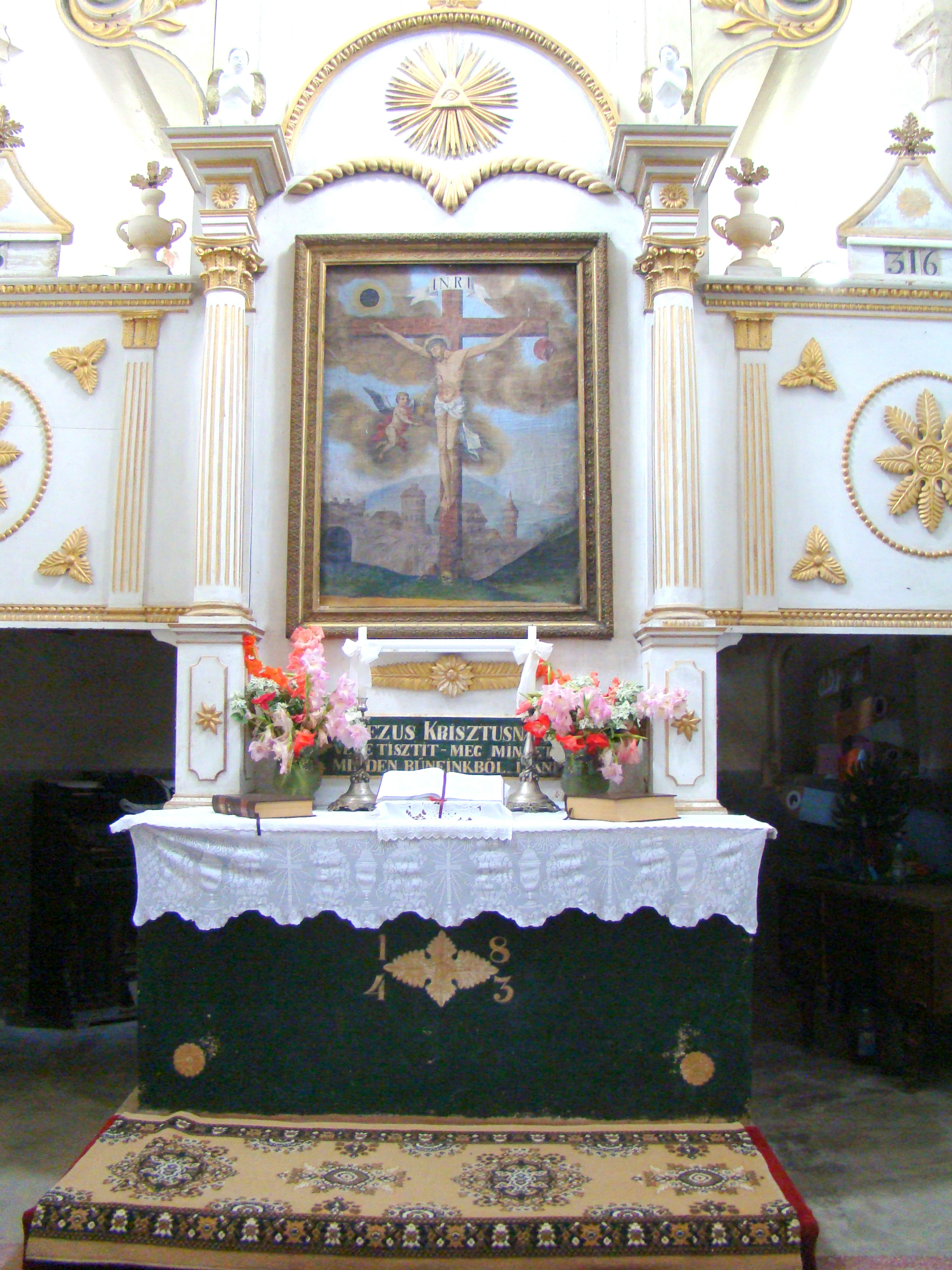
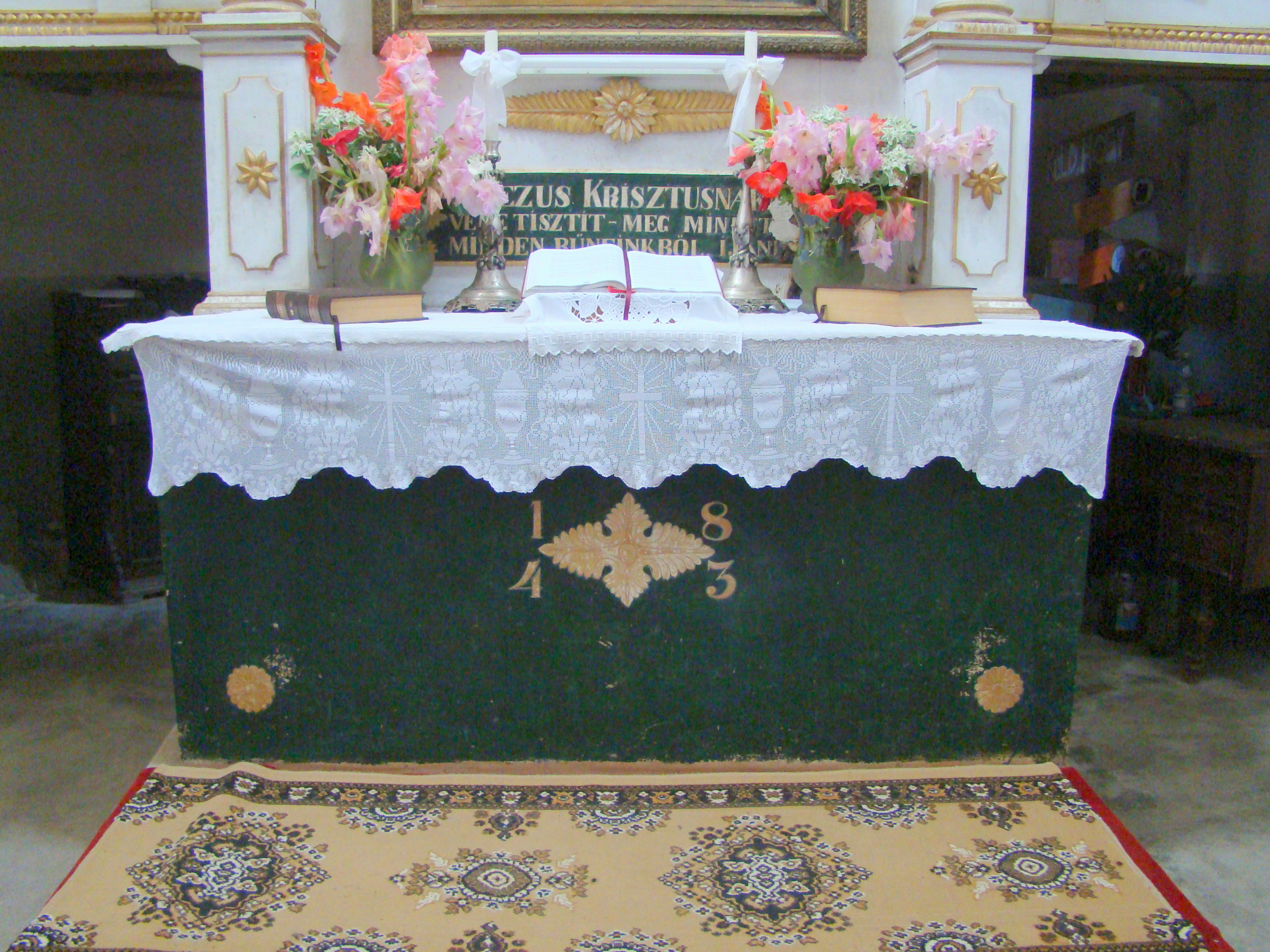
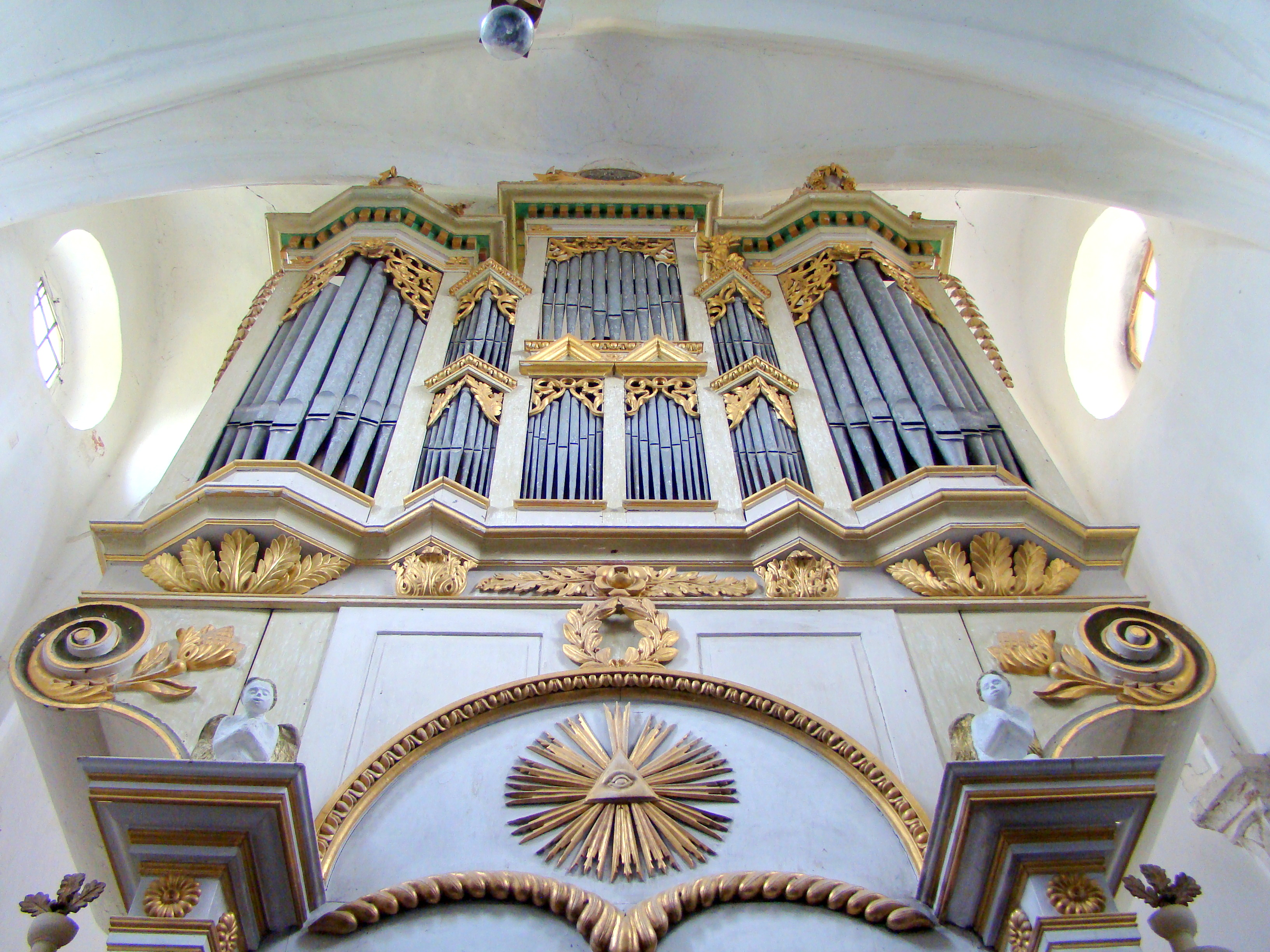
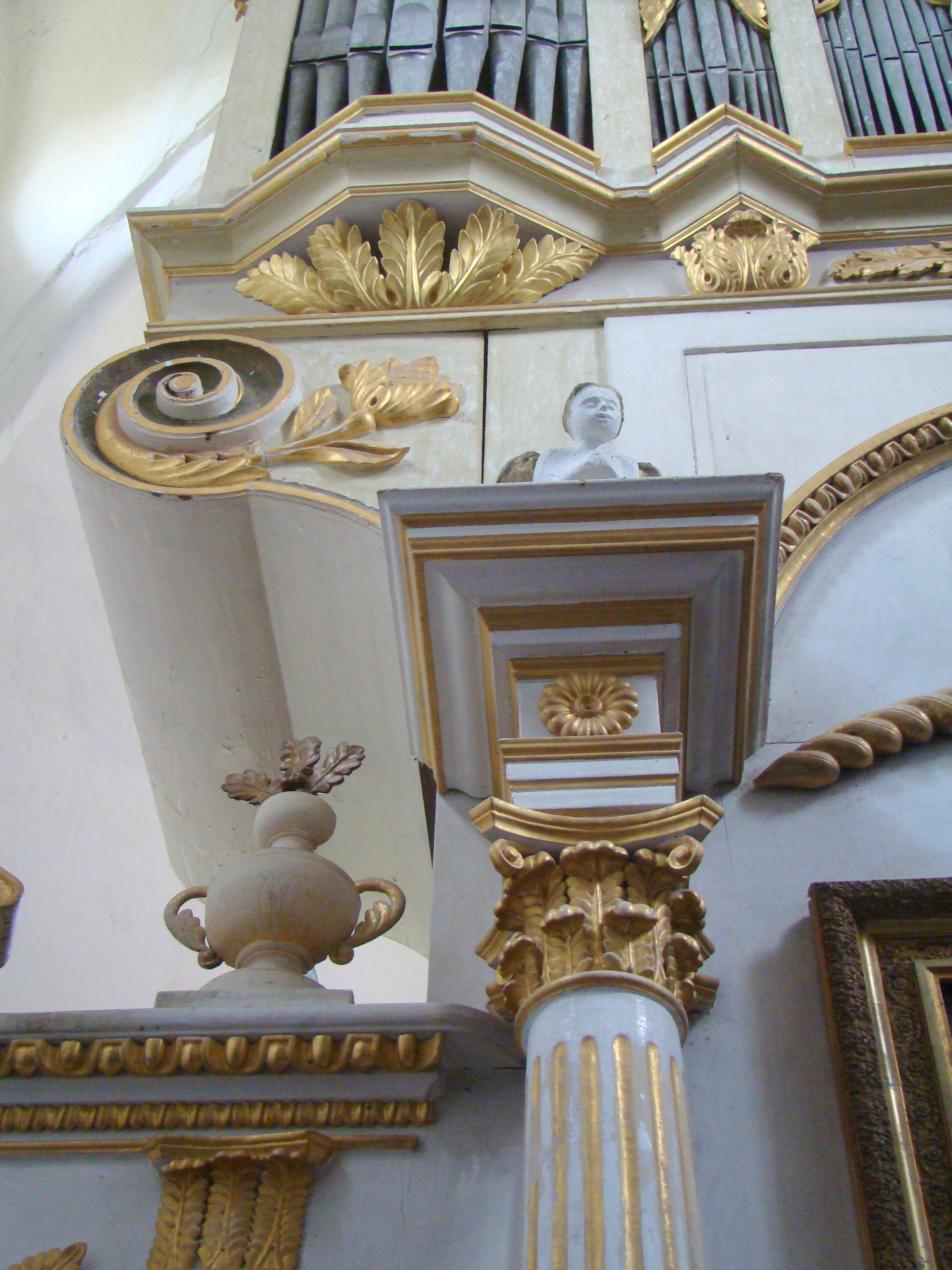
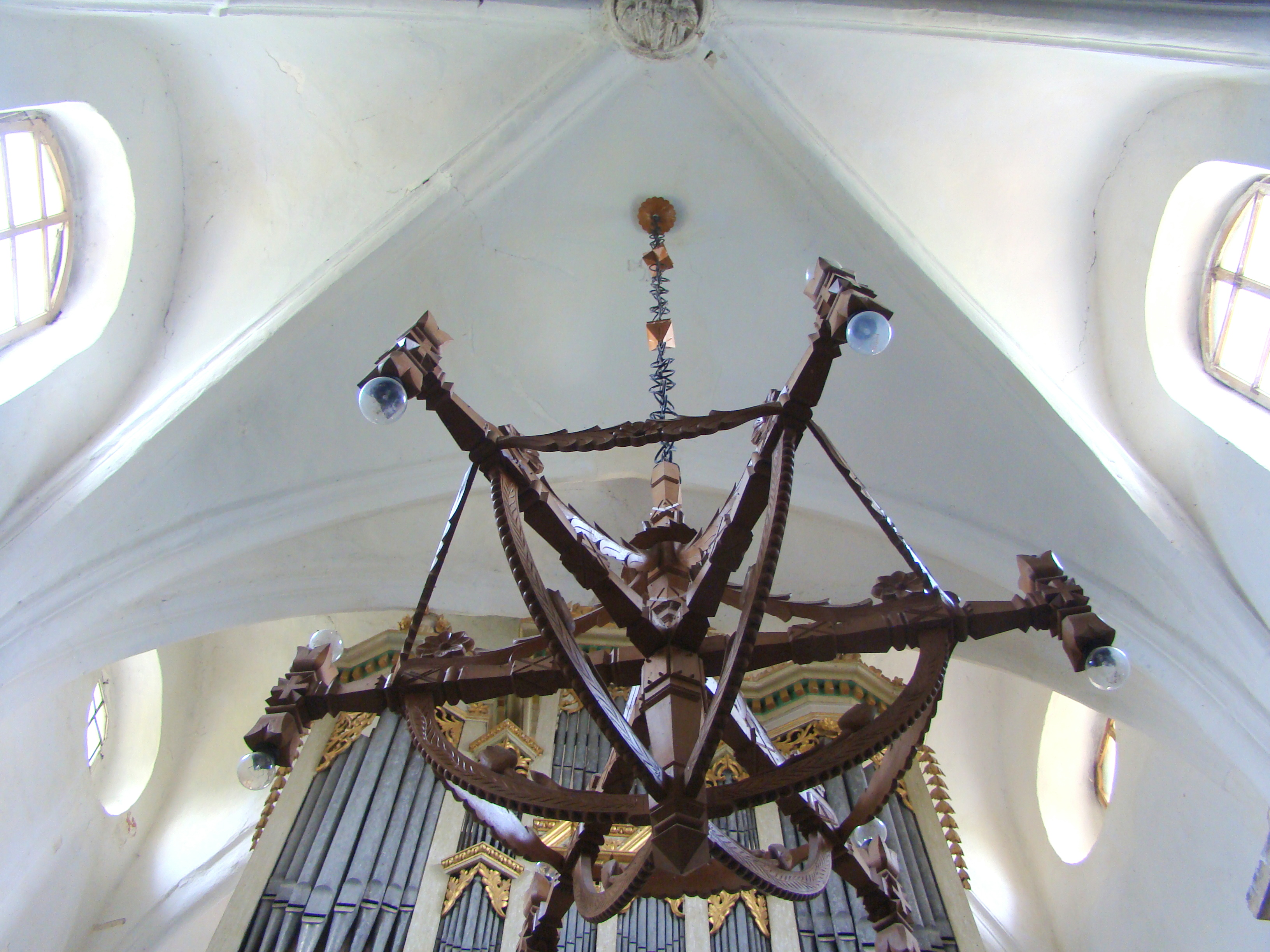
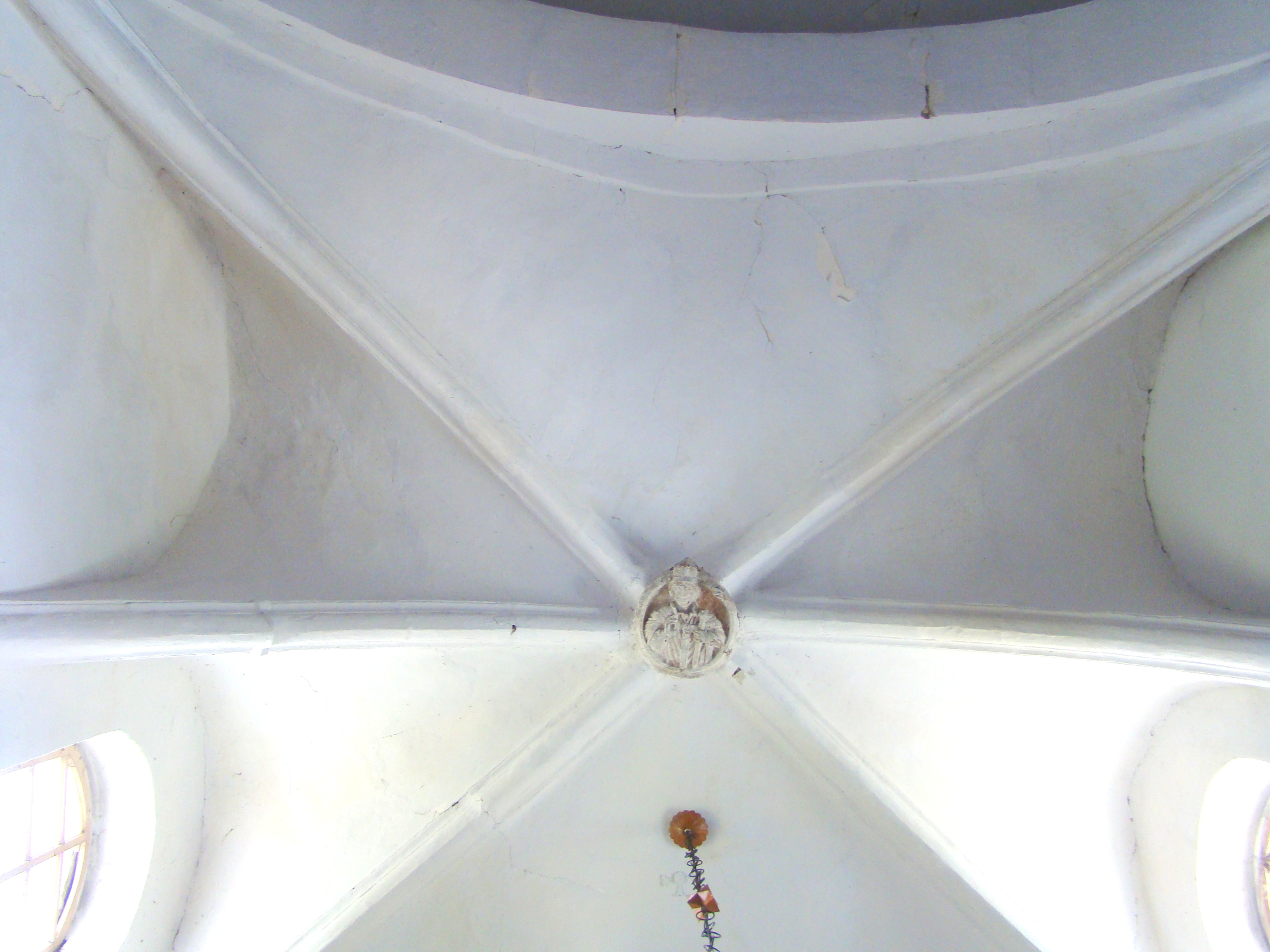
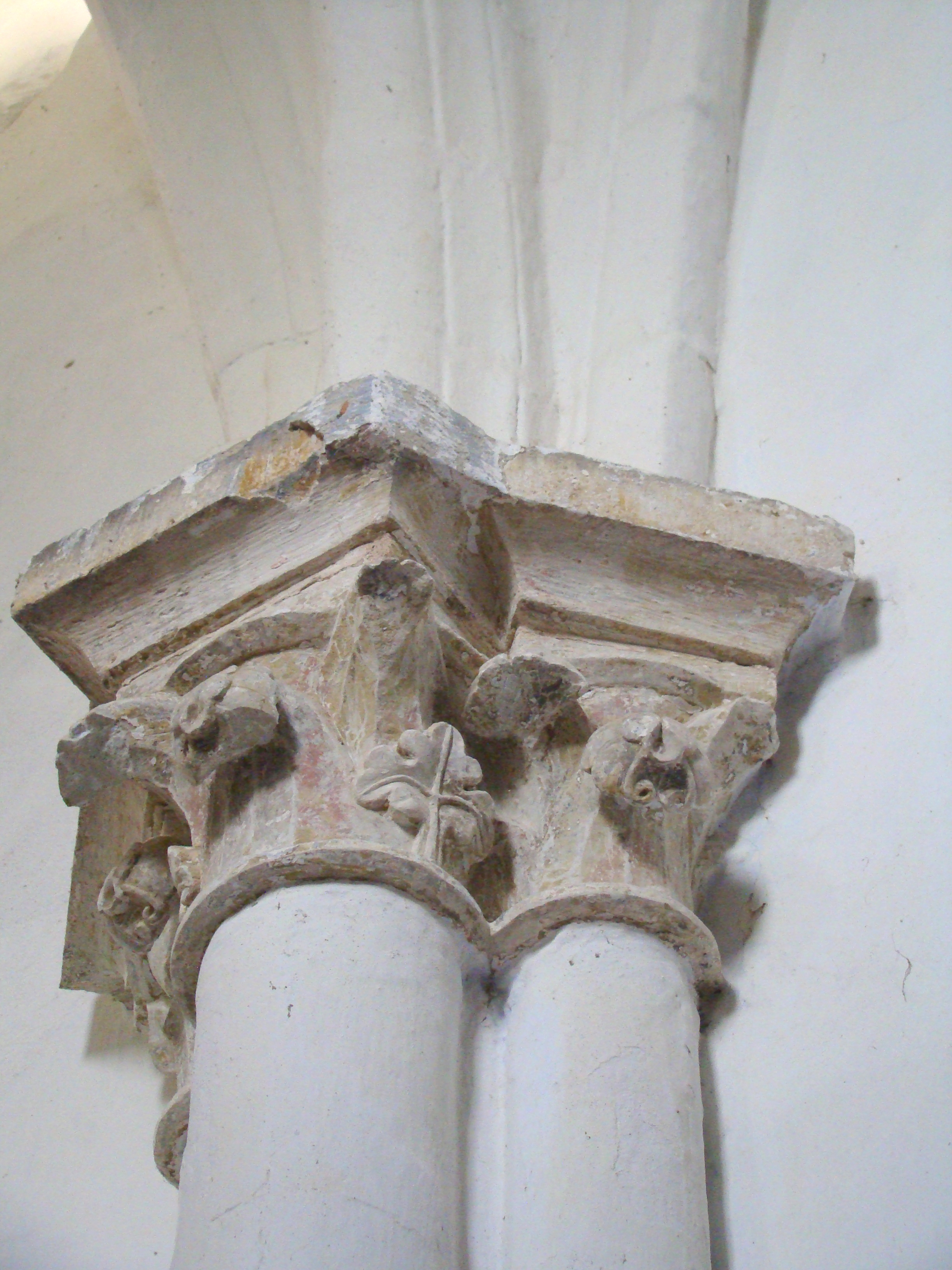
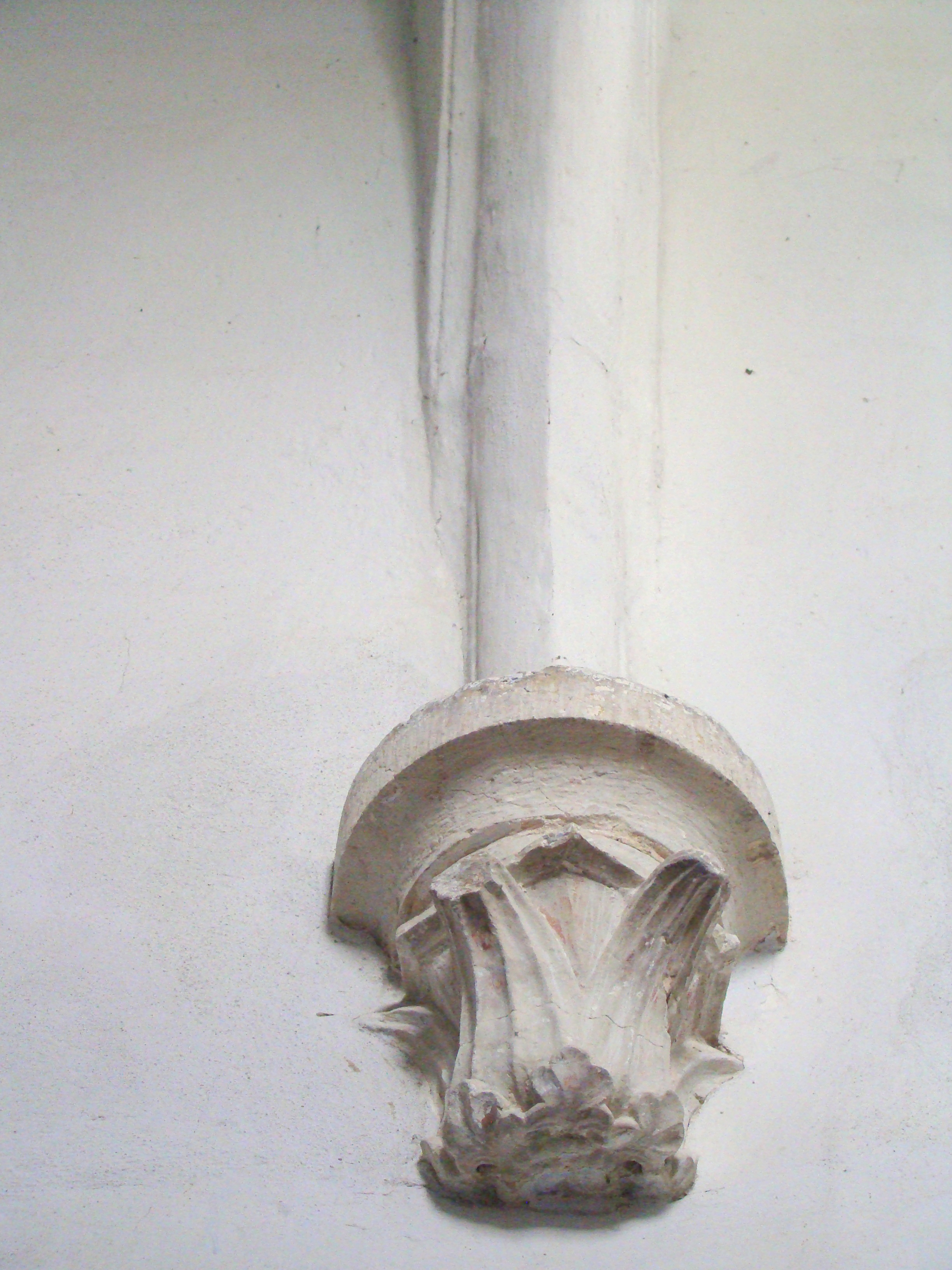
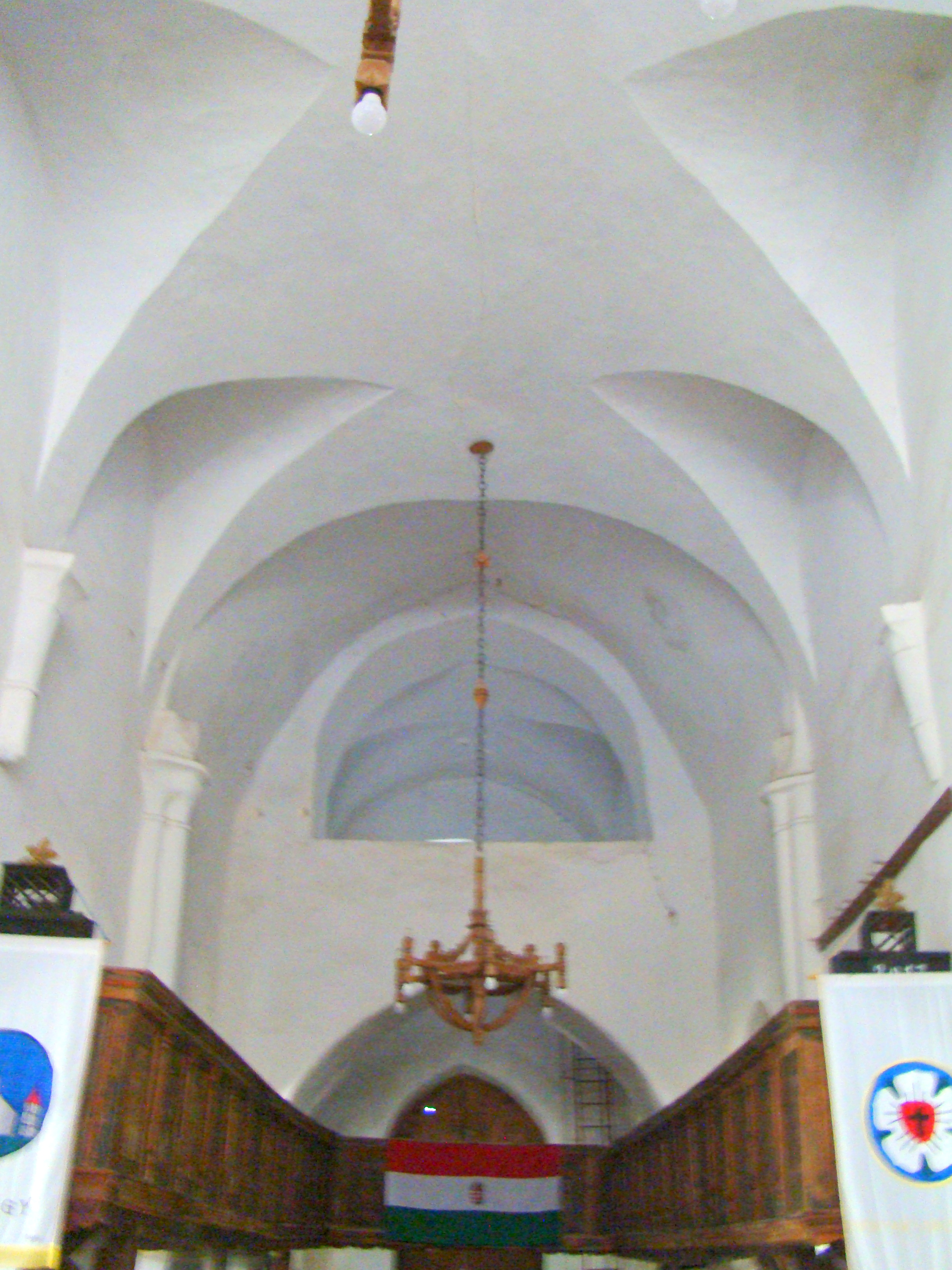
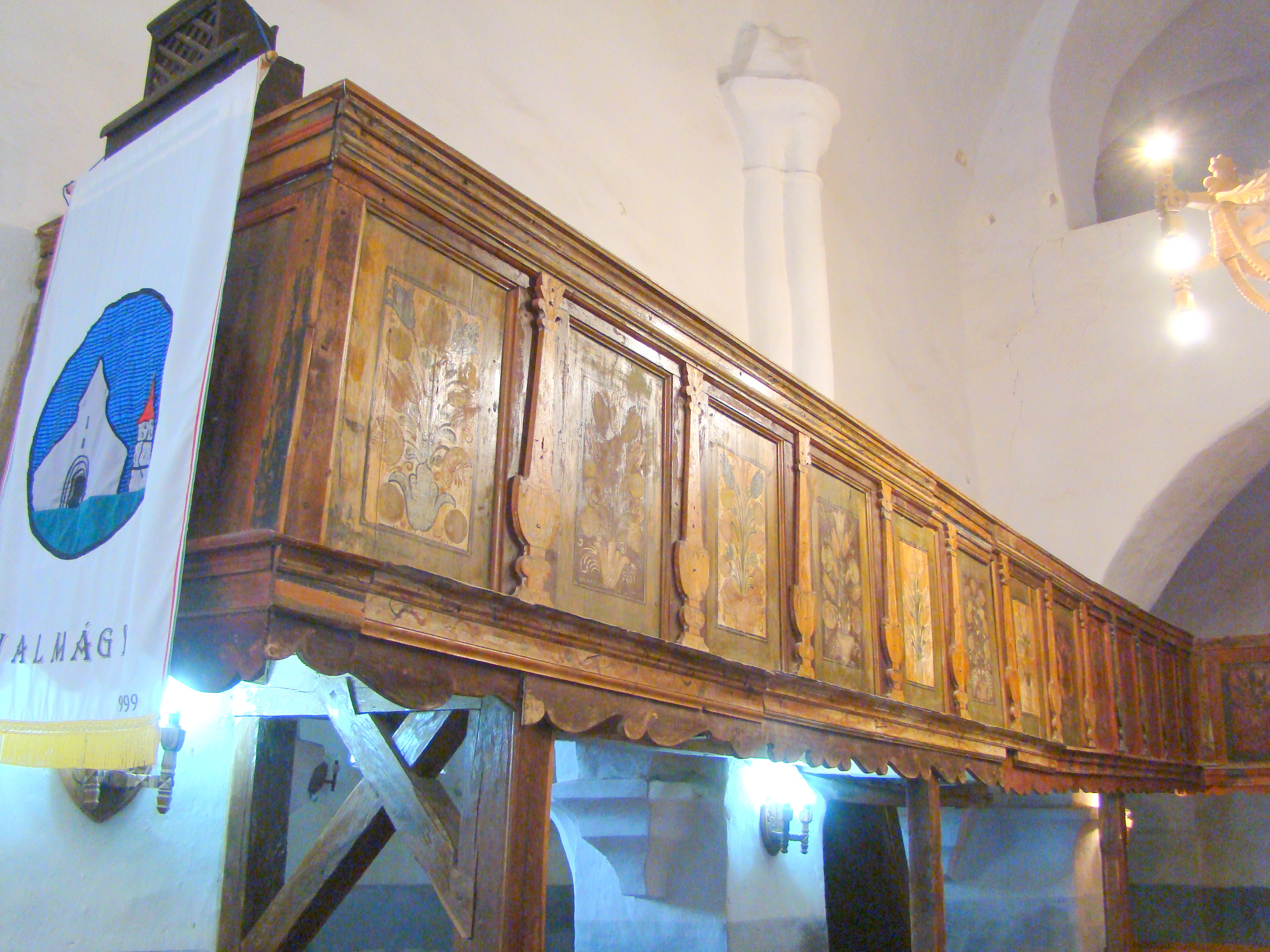
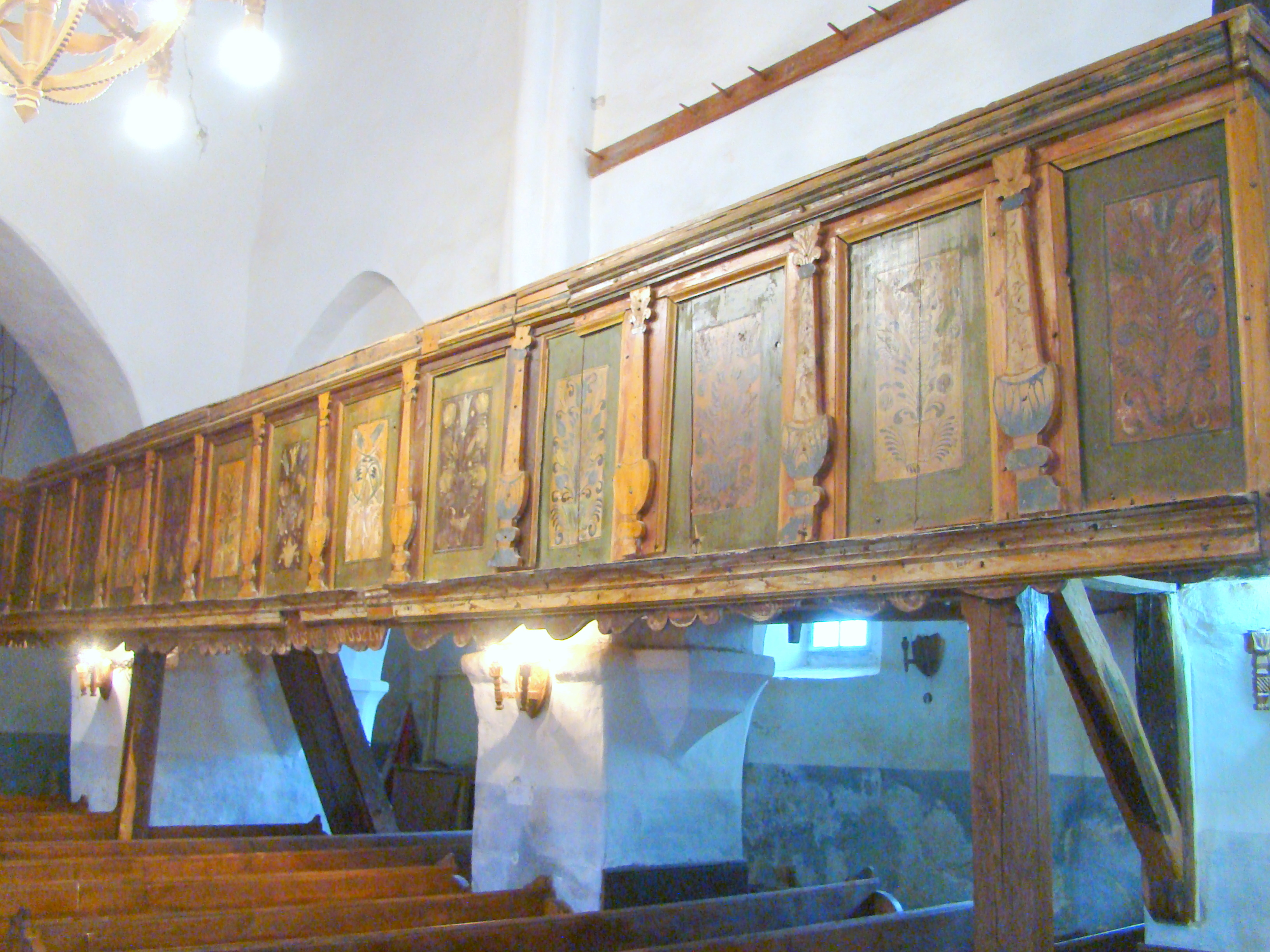
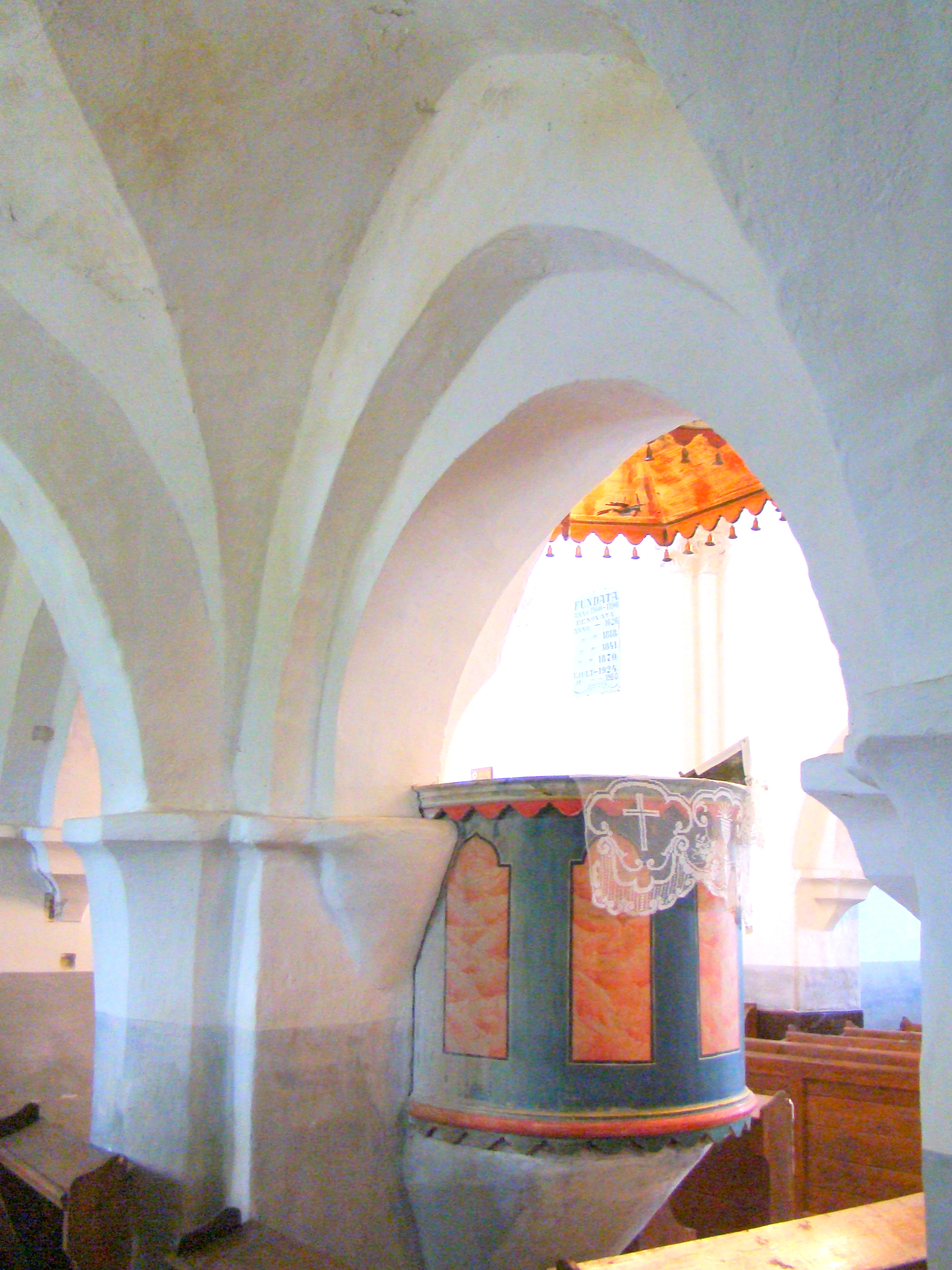
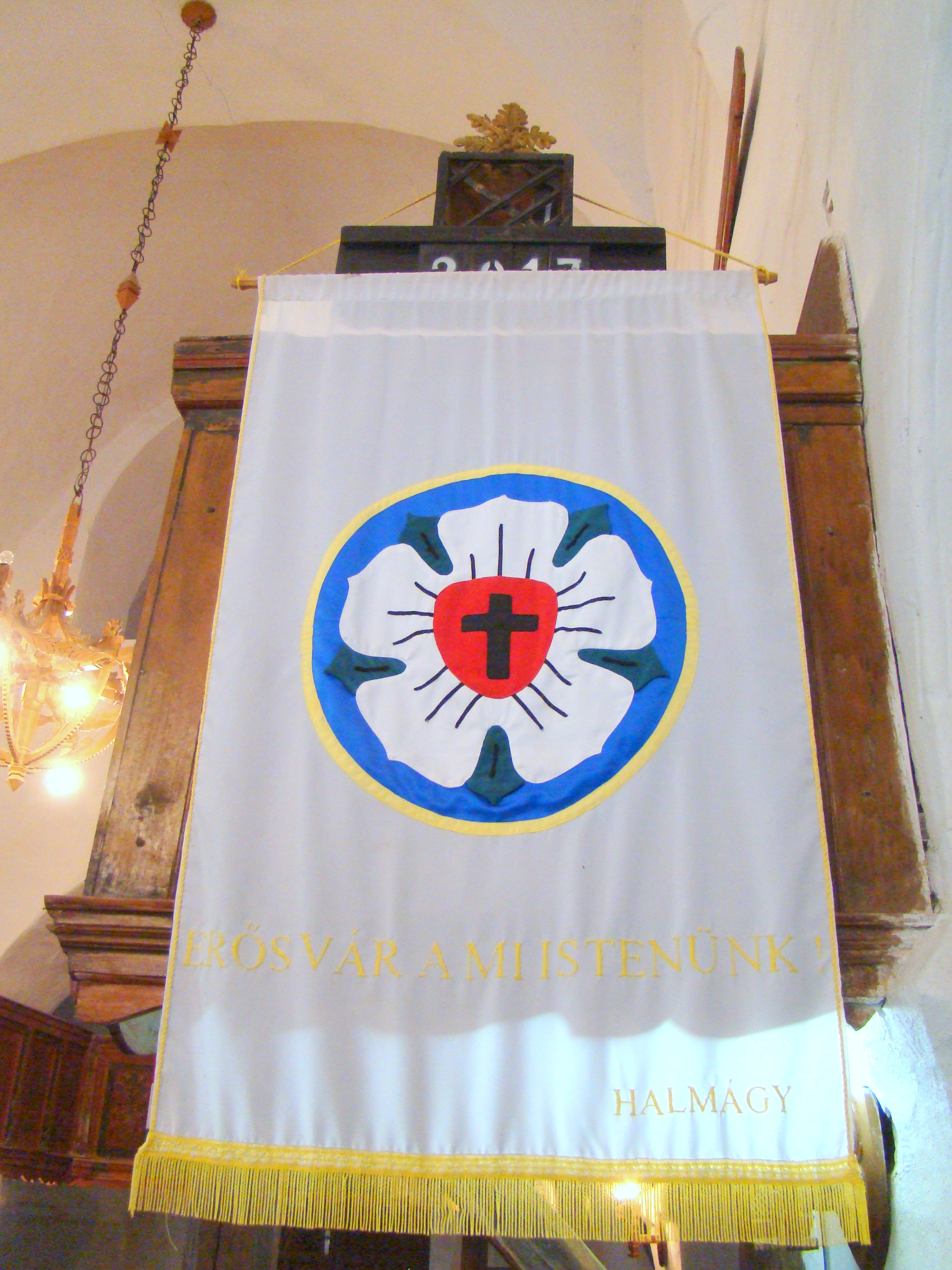
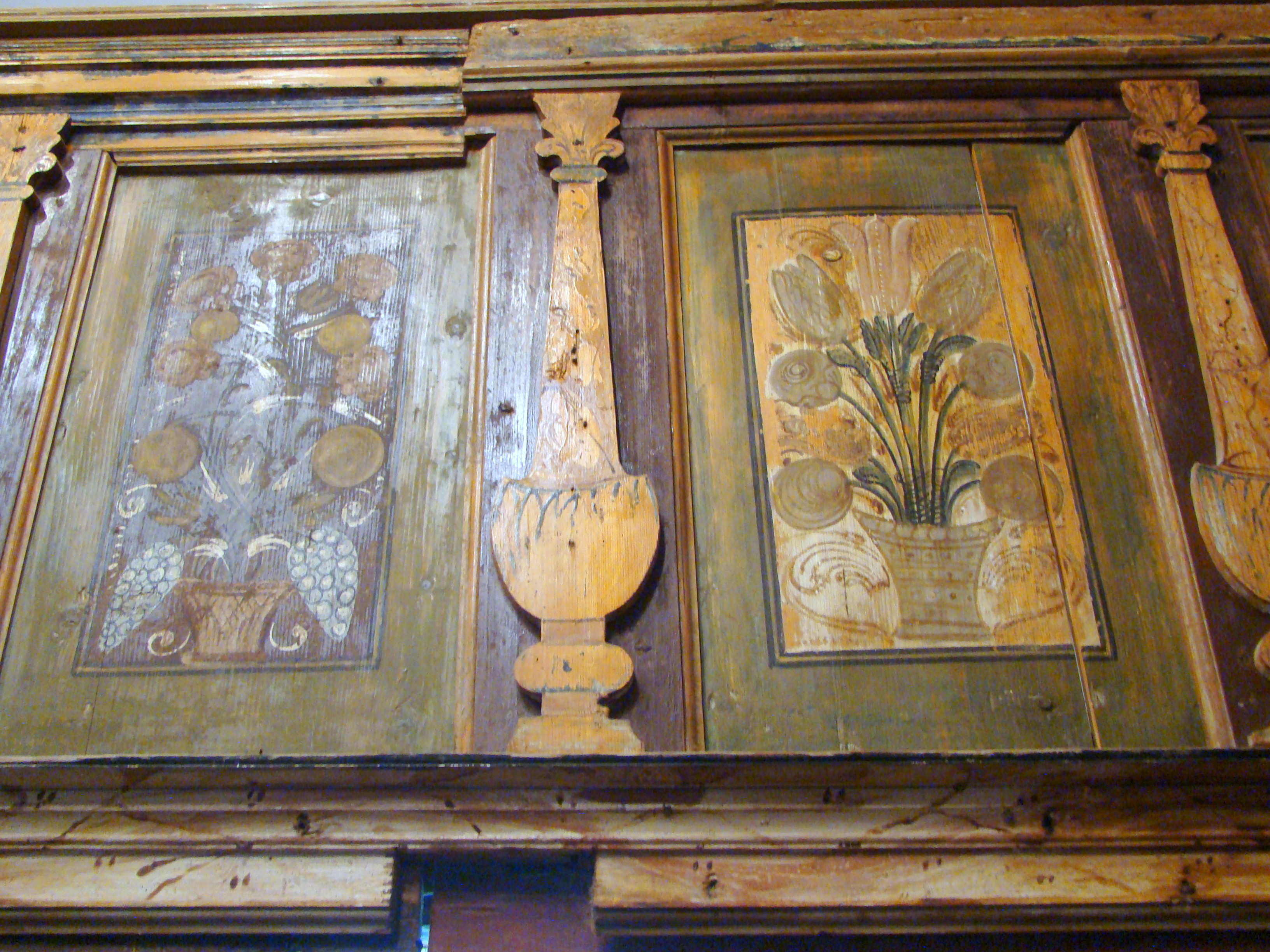
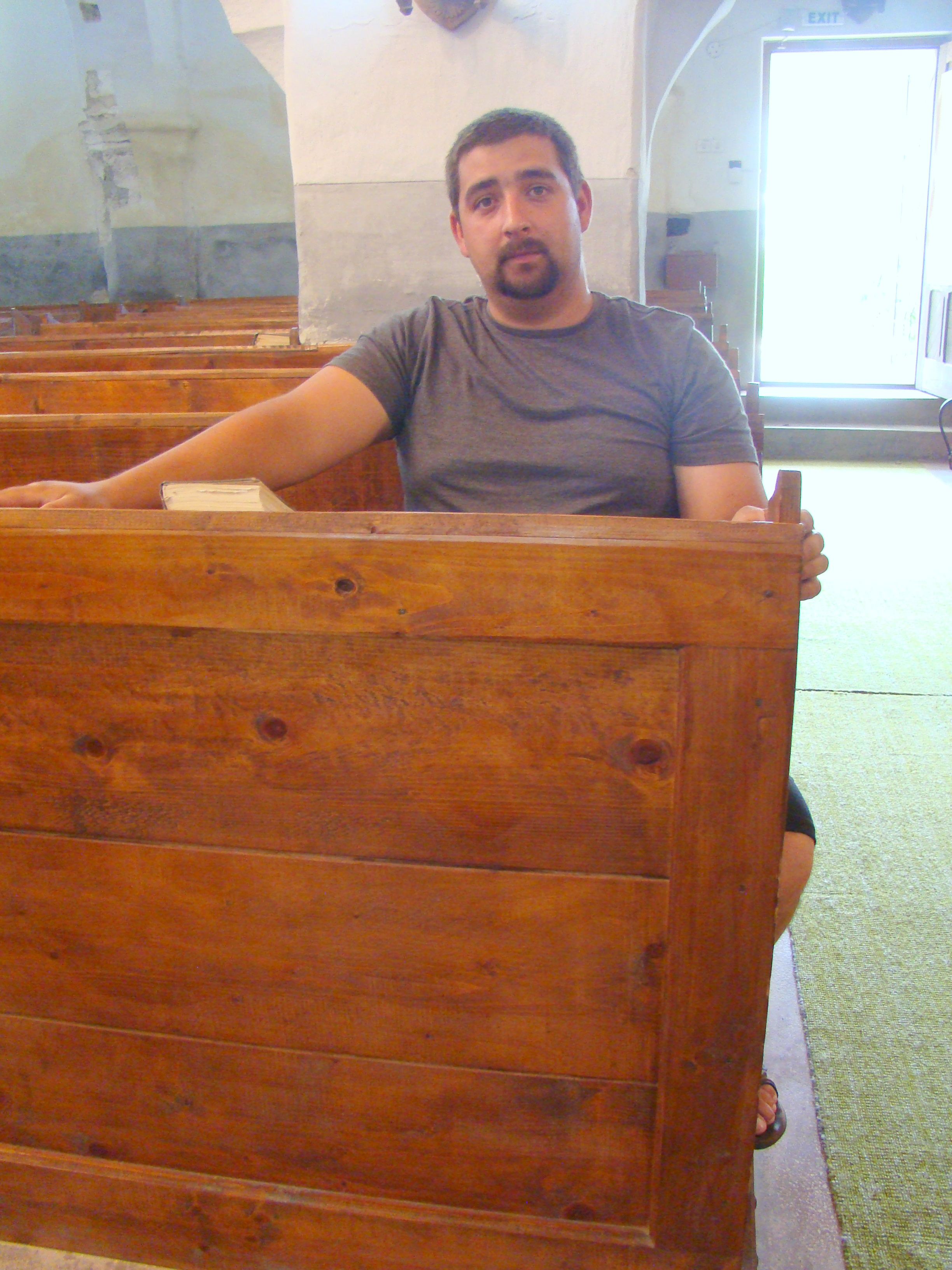
Pastorul luteran din Hălmeag: Bandi Attila
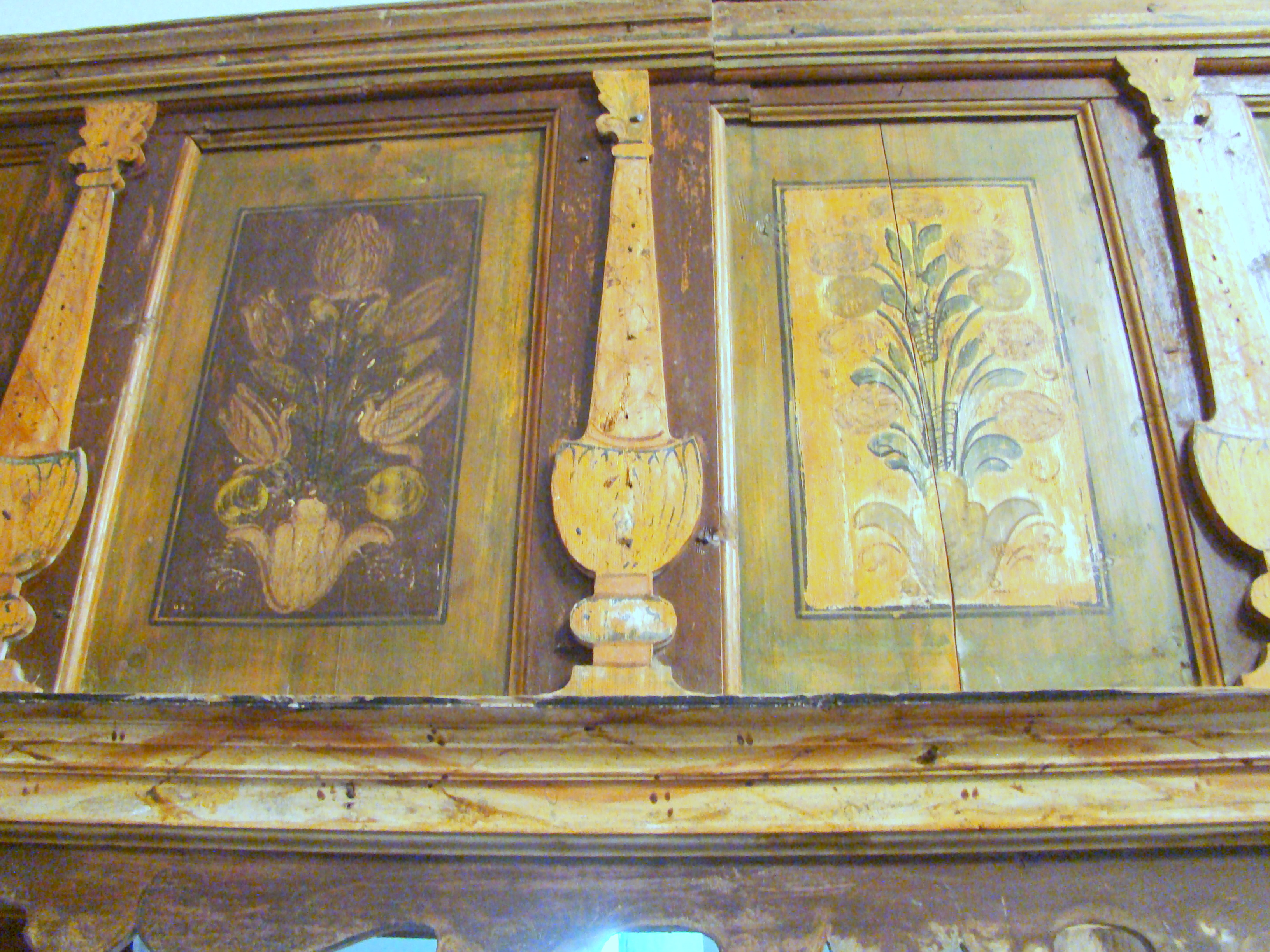
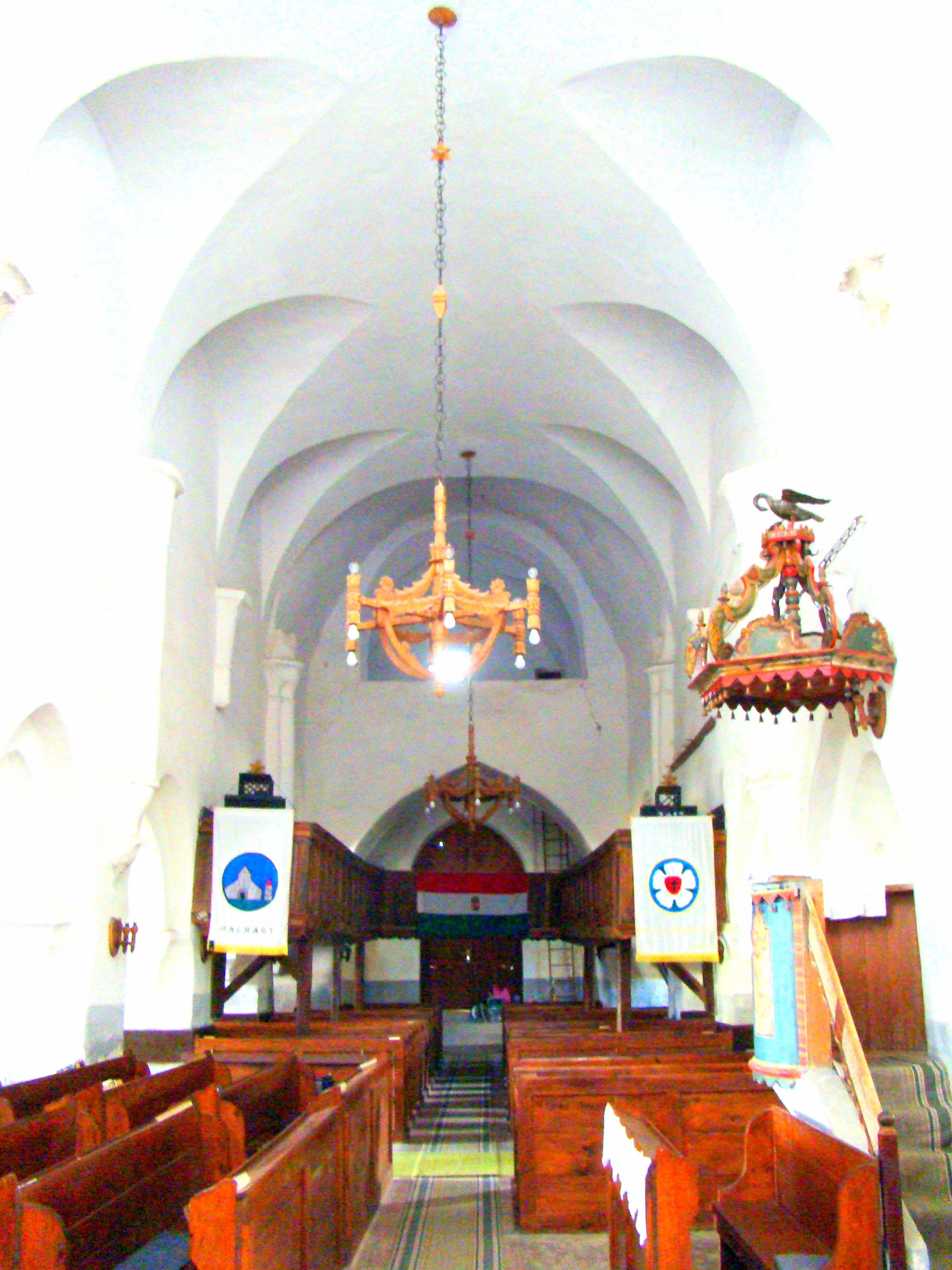
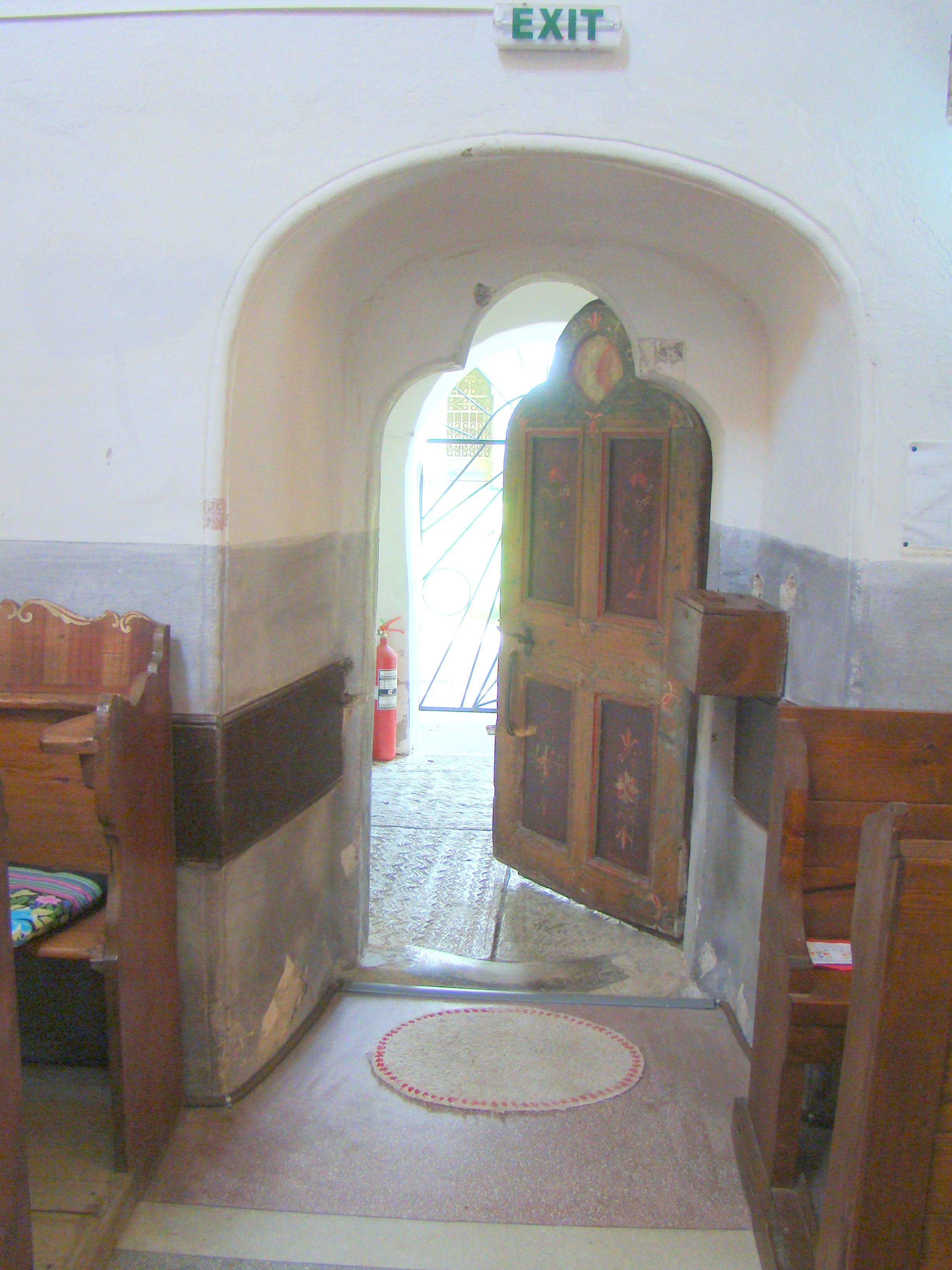